# НАТО
Організа́ція Північноатланти́чного до́гово́ру, також Північноатланти́чний алья́нс або НАТО (англ. North Atlantic Treaty Organization — NATO, фр. Organisation du traité de l'Atlantique nord — OTAN) — міжнародна міжурядова організація, військово-політичний союз 32 держав Північної Америки і Європи, які прагнуть досягти мети Північноатлантичного договору, підписаного у Вашингтоні 4 квітня 1949.
Відповідно до статутних документів Альянсу головна роль НАТО полягає у забезпеченні свободи та безпеки країн-членів із використанням політичних і військових засобів. НАТО дотримується спільних для Альянсу цінностей демократії, індивідуальної свободи, верховенства права, мирного розв'язання суперечок і підтримує дані цінності в усьому євроатлантичному регіоні. Засадничим принципом Альянсу є спільність поглядів між північноамериканськими та європейськими членами НАТО, які поділяють однакові цінності та інтереси і віддані справі збереження демократичних принципів, що робить нероздільною безпеку Європи і Північної Америки. Альянс стоїть на захисті країн-членів від загрози агресії: головним військово-політичним принципом організації є система колективної безпеки, тобто спільних організованих дій усіх її членів у відповідь на напад ззовні.
Від часу свого заснування кількість нових держав-членів альянсу збільшилася з первинних 12 до 32 країн. Останньою державою-членом, яка приєдналась до НАТО, стала Швеція — 7 березня 2024 року. НАТО зараз визнає Боснію і Герцеговину, яка отримала План дій щодо членства в НАТО в грудні 2018, Грузію та Україну як кандидатів на членство в альянсі. Також 19 інших держав беруть участь у програмі НАТО — Партнерство заради миру, ще 15 країн беруть участь в інституціоналізованих програмах діалогу. Сукупні військові витрати всіх членів НАТО у 2020 році становили понад 57 % загальносвітового обсягу. Члени організації погодились, що їхньою метою є досягнення або підтримка цільових витрат на оборону щонайменше 2 % від їхнього ВВП до 2024 року.

## Початок. Північноатлантичний договір

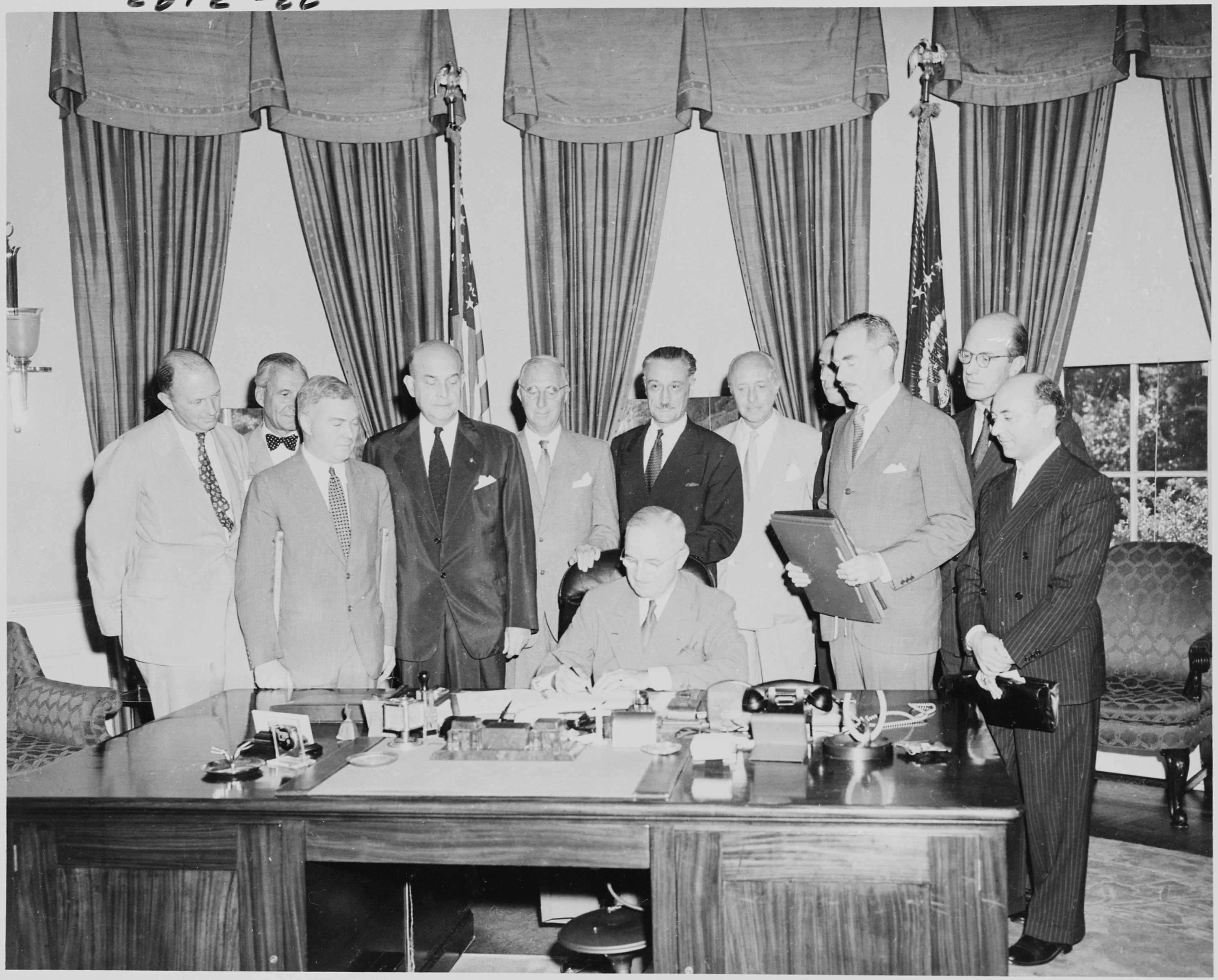
Імплементація Договору президентом США Гаррі Труменом 24 серпня 1949

Підписання Північноатлантичної угоди і створення Альянсу безпосередньо пов'язані з подіями, що відбувалися у світі після Другої світової війни. Загроза післявоєнного реваншизму в Німеччині, а згодом і агресивна політика СРСР спонукали європейські країни і США шукати нової архітектури європейської безпеки. Зведення «залізної завіси», переворот у Чехословаччині в лютому 1948 року, блокада Радянським Союзом навесні того ж року окупаційних зон Берліна вимагали відповідного реагування.
Початком процесу створення оборонного союзу країн Заходу, можна вважати зустріч у Брюсселі 4 березня 1948 року представників Бельгії, Великої Британії, Люксембургу, Нідерландів і Франції, на якій обговорювалася англо-французька пропозиція розробки договору про взаємну допомогу. 17 березня 1948 року був підписаний Брюссельський договір. Метою Брюссельського договору була спільна протидія можливій у майбутньому агресії зі сторони Німеччини, а також військова кооперація як відповідь на можливу радянську агресію.
У разі іноземної агресії згідно з договором відносно невеликі військові сили союзників повинні були діяти спільно. Однак уже на перших зустрічах керівників міністерств оборони союзників, на яких оцінювались наявні військові ресурси держав-членів союзу, дійшли висновку про їх недостатність і необхідність отримання допомоги, зокрема від США — виник задум розширення західного оборонного союзу за рахунок Сполучених Штатів і Канади та створення спільної системи оборони в євроатлантичному регіоні. В березні-квітні 1948 року з відповідними пропозиціями до Білого дому звернулися міністри закордонних справ Франції Жорж Бідо та Великої Британії Ернст Бевін. Публічного розголосу концепція отримала під час виступу в парламенті Канади міністра закордонних справ (згодом — прем'єр-міністра) цієї країни Луї Сен-Лорана 28 квітня 1948 року. Наступним найважливішим кроком на шляху підписання Північноатлантичної угоди стало ухвалення 11 червня 1948 року сенатом США резолюції, яка дозволяла урядові укладати в мирний час договори про союзи з іншими державами за межами американського континенту. Втілення ідеї створення спільної системи оборони, перейшло в практичну площину.
У листопаді 1948 року розроблений Радою Західноєвропейського союзу проєкт атлантичного пакту був надісланий у Вашингтон. Узгоджений проєкт був підготовлений у грудні того ж року. В цей же період виник задум прилучення до запланованого проєкту низки держав Північної та Південної Європи, де якраз відбувалися дискусії щодо створення скандинавського та середземноморського регіональних безпекових пактів. Пропозиція не знайшла належної підтримки скандинавських країн (Швеція, Фінляндія), однак висловили бажання виступити підписантами договору Данія, Ісландія, Італія, Норвегія та Португалія. Текст майбутнього Договору дванадцяти держав був оприлюднений для ознайомлення широкої громадськості 18 березня 1949 року. Підготовка Договору отримала різкий спротив з боку СРСР, уряд якого 31 березня 1949 року виступив з нотою протесту, де зазначалося, що створюваний союз має агресивну спрямованість і суперечить як статуту ООН, так і наявним договорам між Радянським Союзом і Великою Британією, Францією та США. У відповідь на це міністри закордонних справ країн-підписантів у заяві від 2 квітня відкинули висловлені звинувачення, наголосивши на суто оборонному характері альянсу і його відповідності Статуту Організації Об'єднаних Націй.
Північноатлантичний договір був підписаний 4 квітня 1949 року у Вашингтоні представниками урядів Бельгії, Великої Британії, Данії, Ісландії, Італії, Канади, Люксембургу, Нідерландів, Норвегії, Португальської республіки, Сполучених Штатів Америки та Французької республіки. Після завершення процесу ратифікації Договору всіма учасниками та депонування відповідних документів у США він набув чинності з 24 серпня 1949 року. НАТО народилася як наслідок нездатності ООН того часу забезпечити мир у світі, тоді, коли СРСР ветував багато постанов Ради безпеки цієї організації. Для легітимізації нової організації скористалися 51-м пунктом Статуту ООН, у частині 5 у межах легітимного колективного захисту.
Концепцію новоутвореної міжнародної організації її перший Генеральний секретар лорд Ісмей окреслив як «тримати росіян на відстані, американців — всередині (Європи), а німців — під наглядом».

## Історія розвитку і претворення Альянсу

Північноатлантичний альянс і Організація Варшавського договору (1949—1990 рр.). Схема.
Синій колір — держави-члени НАТО, червоний — ОВД

Історія Північноатлантичного альянсу поділяється на низку періодів, чітке датування яких має умовний характер, оскільки процеси налагодження та розвитку механізмів співпраці між країнами-членами в політичній, військовій, економічній та гуманітарній сферах не завжди чітко збігаються. Ускладнює визначення чітких часових періодів і певне відставання цих процесів від корекції цілей та завдань НАТО. Однак офіційна історіографія альянсу, беручи до уваги виразність суттєвих змін щодо завдань, принципів і механізмів діяльності Альянсу, визначає такі основні періоди:

### 1949—1956
Цей період відзначається розв'язанням загальних проблем безпеки, становленням системи колективної оборони, створенням основних керівних органів Альянсу, пошуком оптимальної структури та складу учасників. Вихідна ідея створення ефективної системи євроатлантичної безпеки полягала у поєднанні збільшення військової потужності з економічним піднесенням європейських країн.
У жовтні 1949 року Конгрес США виніс рішення про надання європейським партнерам по НАТО військової допомоги в розмірі 1 млрд доларів. У поєднанні з економічними зобов'язаннями за «планом Маршалла», військова допомога Сполучених Штатів виступала додатковим джерелом безпеки та стабільності в Європі. Водночас встановлювалася центральна роль США в обороні Західної Європи та Північної Атлантики. У січні 1950 року президент США Гаррі Трумен затвердив план об'єднаної системи оборони Північноатлантичного регіону, який містив конкретні заходи, спрямовані на формування необхідних військових структур та джерела їх фінансування.
Іншим важливим напрямком розбудови оборонного Північноатлантичного альянсу стало створення його ключових фінансово-економічних та військових органів. Північноатлантичний договір передбачав тільки заснування Ради організації, яка, своєю чергою, мала створити Комітет оборони. Рада НАТО, що складалася з міністрів закордонних справ 12 держав-членів, створила Комітет оборони з 12 міністрів оборони, а також підпорядкований йому Військовий комітет у складі 12 начальників генеральних штабів. Новим органом, що відповідав згаданій концепції зміцнення безпеки, став Комітет економічного та фінансового захисту в складі 12 міністрів фінансів. Крім того, був створений Відділ торговельного флоту і Комітет з питань виробництва та озброєння. Всі ці органи перебували під контролем Ради НАТО на рівні міністрів закордонних справ. Постійним органом Ради НАТО була постійна рада, до якої входили 12 заступників міністрів закордонних справ. Суто воєнні питання вирішувала створена при військовому комітеті постійна стратегічна група з представників збройних сил США, Великої Британії та Франції. Цей орган здійснював командування військовими операціями і контролював п'ять регіональних оперативних груп: Північна Європа (зона відповідальності Данія, Норвегія, Велика Британія), Центральна Європа (Бельгія, Велика Британія, Люксембург, Нідерланди, Франція), Південна Європа — Західне Середземномор'я (Велика Британія, Італія, Франція), Канада — США — Північна Атлантика (усі країни Альянсу, окрім Італії та Люксембургу). Верховним головнокомандувачем об'єднаних збройних сил НАТО у Європі за згодою всіх держав-членів був призначений генерал Дуайт Ейзенхауер. 1 квітня 1950 року був ухвалений перший чотирирічний План колективної оборони НАТО.

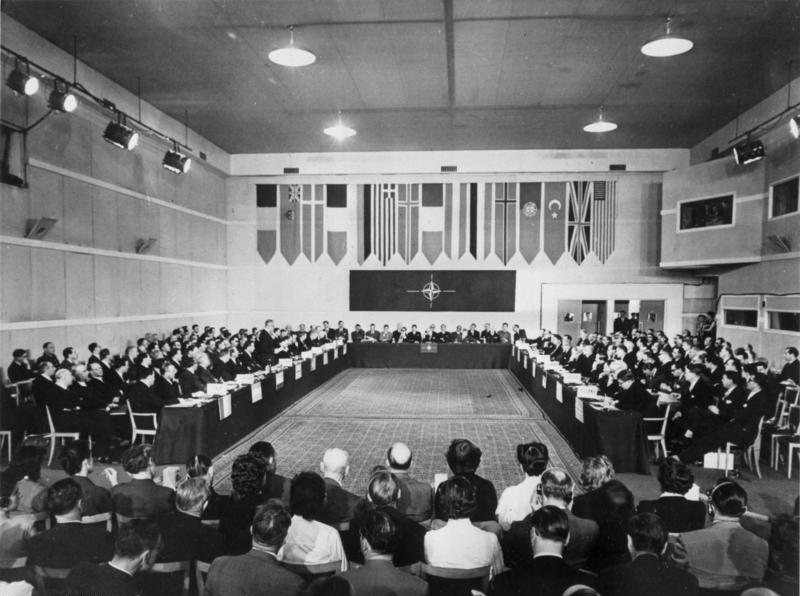
Церемонія вступу до НАТО Федеративної Республіки Німеччини. Париж. Травень 1955

В основу першої воєнної доктрини НАТО, яка отримала назву «Щит і меч», були покладені погляди на коаліційну оборону військово-політичного керівництва США: роль «щита» відводилася угрупованню сухопутних військ на Європейському театрі війни, на які за підтримки тактичної авіації і військово-морських сил покладалося ведення операцій до набрання чинності «меча», тобто американських стратегічних бомбардувальників — носіїв ядерної зброї. Ця стратегія, що спиралася на загрозу застосування ядерної зброї, єдиним власником якої серед країн НАТО були США, закріпила за ними провідну роль в самому блоці і в процесі оборонного планування, що не могло не позначитися на подальшому розвитку коаліційних доктринальних установок і стратегічних концепцій.
У травні 1951 року, з метою створення оптимальної моделі керівництва Альянсом розпочалася реорганізація структури його управління: реформовано вищий орган керівництва — Раду, до складу якої, крім міністрів закордонних справ, увійшли також міністри оборони та міністри фінансів держав-членів. Водночас були ліквідовані Комітет оборони та Комітет економічного і фінансового захисту, а основні їхні функції покладені на Відділ оборонної промисловості та Економічний і фінансовий відділ, що підпорядковувались постійній раді заступників міністрів закордонних справ. Повноваження цієї ради були значно розширені, вона стала основним виконавчим органом, що координував діяльність усіх інших структур. Завершальним етапом становлення Альянсу стало розширення та стабілізація складу його учасників. 18 лютого 1952 року до НАТО приєднались Греція і Туреччина, які займали стратегічну позицію в планах оборони Середземноморського басейну. Ще більш важливою подією у зміцненні системи європейської безпеки стало приєднання до Альянсу Федеративної Республіки Німеччини. Рішення про прийняття її до НАТО ухвалено на Паризькій конференції 23 жовтня 1954 року і набрало чинності 6 травня 1955.
До 1955 року за Північноатлантичним альянсом остаточно закріпилася панівна роль у системі європейської безпеки. На ці події дуже різко і негативно відреагував Радянський Союз — вже 14 травня 1955 року з підконтрольних СРСР східноєвропейських держав соціалістичного табору була утворена Організація Варшавського договору, яка негайно розпочала формування об'єднаних збройних сил. Що своєю чергою стало поштовхом до нового рівня конфронтації між Сходом і Заходом.

### 1956—1967
Характеризується розвитком політичних консультацій між країнами-членами з усього спектра питань щодо відносин між Сходом і Заходом. Розпочався зі схвалення у грудні 1956 року Північноатлантичною радою рекомендацій, викладених у доповіді так званого «комітету трьох» (Гаетано Мартіно, Гальвард Ланге, Лестер Пірсон), про невійськове співробітництво в межах НАТО. Консультації, починаючи з найпростіших форм — обміну думками та інформацією — і закінчуючи відвертими дискусіями у керівних органах альянсу, поступово набули характеру безперервного процесу і забезпечили високий рівень взаєморозуміння і врахування інтересів кожного учасника Договору ще на стадії розробки політичних рішень. Таким чином формувався основний принцип ухвалення рішень в Альянсі — шляхом консенсусу, способу винесення колективних рішень, які безперечно є дійсно спільними і водночас враховують особливість позицій кожної держави-члена організації.
Одночасно цей період відзначався кризою відносин Франція — НАТО: у 1958 році Франція вирішила запропонувати своє бачення і подальший розвиток взаємин, яке було конкретизоване в меморандумі 17 вересня 1958 року, в якому Шарль де Голль закликав до створення спільного разом із США і Великою Британією тріумвірату для керівництва Альянсом і попросив надати Франції допомогу в створенні ядерної зброї. Діставши рішучу відмову, французький уряд ухвалив рішення про поступовий вихід Франції з військової організації блоку, про що остаточно оголосив на початку 1966 року. Згідно з заявою Франції всі об'єкти Альянсу, а також об'єкти ОЗС НАТО на ЦЄ ТВД повинні були залишити територію країни до квітня 1967 року. Вихід Франції з військової структури НАТО не означав виходу з оборонного альянсу чи віддалення від його стратегії і містив у основі цілу низку важливих саме для Франції причин, але все-таки засвідчив дещо відмінні підходи до актуального улаштування післявоєнної системи міжнародних відносин і початок нового етапу в історії НАТО.
Після карибської кризи 1963 року на Заході і Сході почало формуватись розуміння, що глобальна ядерна війна не матиме переможця. Обидві сторони демонстрували готовність до порозуміння у сфері деескалації ядерного протистояння. Важливе значення у цьому напрямі мали Московська угода США, СРСР та Великої Британії 1963 року про заборону випробувань ядерної зброї в атмосфері, космічному просторі й під водою та переговори про нерозповсюдження ядерної зброї, що завершились підписанням відповідного договору у липні 1968 року.

### 1967—1975

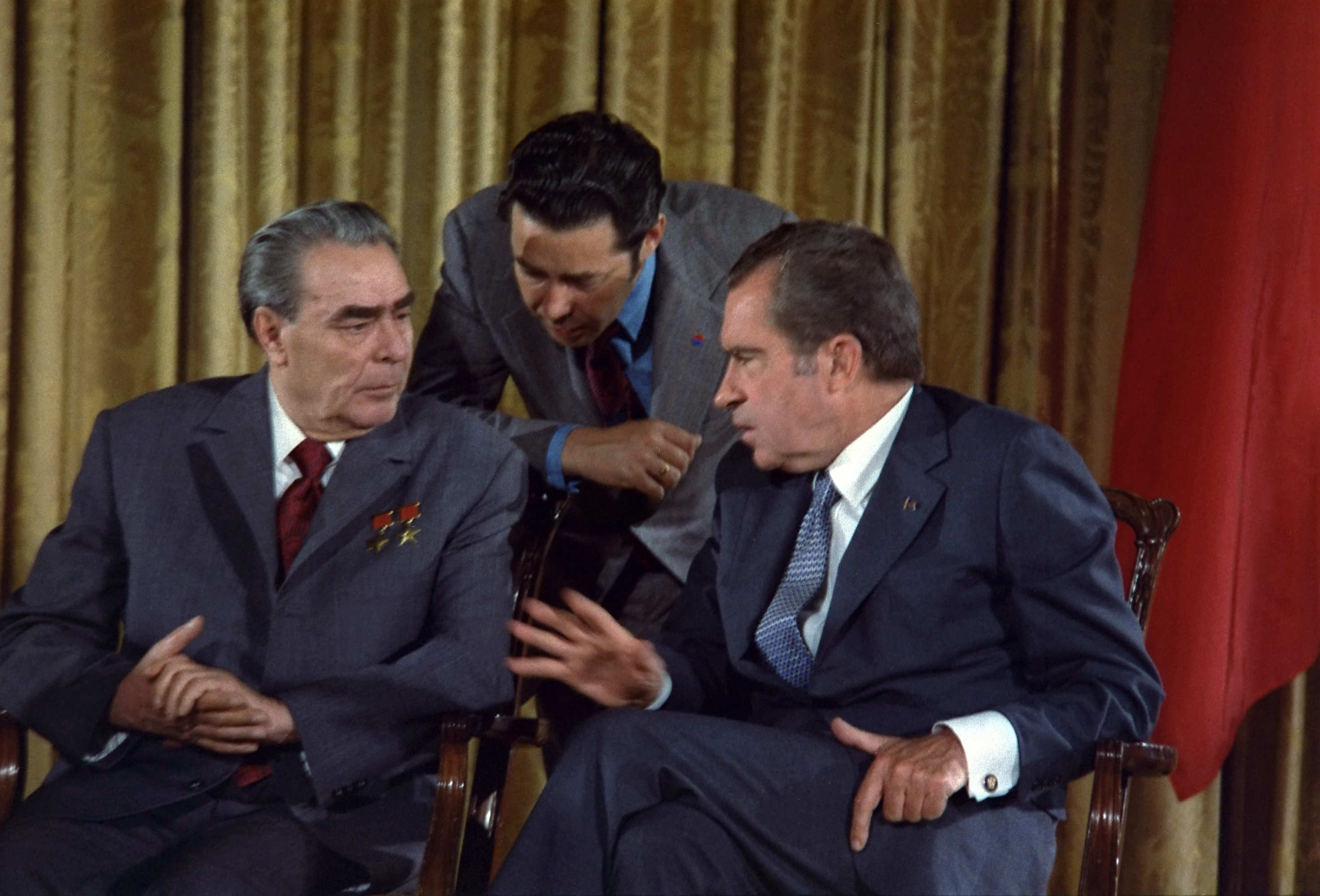
Генсек КПРС Леонід Брежнєв і президент США Річард Ніксон під час візиту радянського лідера в США. 1973.

Новий період розвитку НАТО розпочався у грудні 1967 року після схвалення Північноатлантичною радою доповідь бельгійського міністра закордонних справ П'єра Армеля «Про майбутні завдання альянсу», відомої як доповіді Армеля. Доповідь містила виклад політики безпеки блоку, відомої також як «Доктрина Армеля», яка становила соціально-політичну сторону військової доктрини Альянсу. В доповіді підкреслювалося що доктрина мирного співіснування змінила характер конфронтації між Сходом і Заходом, але не усунула основні проблеми. Зваживши на це, зробили висновок, що без нових військових зусиль НАТО ні мир в Європі, ні сама політика розрядки взагалі неможливі. Північноатлантичний альянс розглядався як гарант миру і стабільності на Європейському континенті. Доктрина проголошувала два основних принципи діяльності НАТО: оборона, тобто нарощування військового потенціалу блоку, і розрядка — проведення політики пом'якшення напруженості на Європейському континенті. Згідно з доктриною Армеля головною політичною метою НАТО стало «досягнення в Європі справедливого і міцного мирного порядку»; члени НАТО брали зобов'язання одночасно підтримувати необхідний військовий потенціал для оборони та стримування, а також сприяти послабленню напруги у відносинах між двома блоками. По суті це стало новою стратегічною концепцією Альянсу. Не менший вплив мала Доповідь і на стосунки між державами-членами: ініціатива Армеля продемонструвала вплив малих держав-членів НАТО на більші держави, зокрема, на супердержаву — Сполучені Штати. НАТО сприйняла ідею, яка була закладена в цій доповіді, в результаті чого відцентрові сили, які могли б призвести до розпаду Північноатлантичного союзу, притупилися. Ця доповідь проклала для НАТО курс, що привів згодом до закінчення «холодної війни»
З наступних подій, що позитивно вплинули на загальну атмосферу європейської безпеки, слід зазначити угоди Федеративної Республіки Німеччини 1970—1973 років про нормалізацію відносин і визнання наявних кордонів з СРСР, Польщею, НДР та Чехословаччиною, Чотиристоронню угоду про статус Західного Берліна (1972, США, СРСР, Велика Британія, Франція), угоди 1972 року між СРСР і США про обмеження стратегічних озброєнь і про системи протиракетної оборони, Віденські переговори 1973 року про взаємне скорочення збройних сил і Гельсінська нарада з питань безпеки та співробітництва у Європі. Водночас ці події, що засвідчували про значне зменшення напруженості між Сходом і Заходом, не призвели до послаблення зусиль членів Північноатлантичного альянсу із забезпечення обороноздатності.

### 1975—1985
У середині 1970-х політика «розрядки» змінилася новим витком політичної конфронтації та військового протистояння, що обумовлено радянською інтервенцією в Афганістані, розгортанням в СРСР нових балістичних ракет середньої дальності РСД-10 «Піонер» (SS-20 за класифікацією НАТО) і, як відповідь, розміщенням США в Європі МБР MGM-31A «Першинг-1А», початком розробки в Сполучених Штатах програми СОІ.
В умовах загострення відносин зі Сходом у 1984 році відновив діяльність Західноєвропейський союз. Натомість альянс зміцнив позиції в Європі після вступу до нього в 1982 році Іспанії. Що стосується військово-технічного боку військової доктрини блоку — стратегії гнучкого реагування, то лідери НАТО традиційно характеризували її як оборонну. Сама сутність «гнучкого реагування» полягала у здатності блоку шляхом відповідних, сумірних з характером загрози дій запобігти, а якщо необхідно, то і відбити збройну агресію різного масштабу в будь-якому районі зони відповідальності Альянсу. НАТО відмовилася взяти на себе зобов'язання не застосовувати ядерну зброю першим. Генеральний секретар Альянсу Пітер Карінгтон в грудні 1984 року прямо відкинув таку перспективу, заявивши: «Ми не є прихильниками відмови від можливості використання першими ядерної зброї». Загострення тривало до кінця 1985 року, коли після приходу до влади у СРСР Михайла Горбачова почалися його регулярні зустрічі з лідерами США та інших західних країн і переговорний процес між сходом і Заходом набував незворотного характеру.

### 1985—1990

Лідери СРСР і США Михайло Горбачов і Рональд Рейган підписують Договір про ліквідацію РСМД. 1987

З початком перебудови в Радянському Союзі й оприлюдненням горбачовської концепції «Європа — наш спільний дім» розпочинається період відлиги у відносинах НАТО і СРСР. Вже у грудні 1987 року Михайло Горбачов і Рональд Рейган підписали у Вашингтоні договір про повну ліквідацію ракет середньої і малої дальності. Це було перше в історії реальне знищення цілого класу сучасних ядерних озброєнь. Незабаром після цього процес кардинальних змін у відносинах між Сходом і Заходом набував несподівано стрімкого розмаху. Переломним став 1989 рік, який розпочався із повного виведення радянських військ з Афганістану. За цим слідували прихід до влади у Польщі першого на сході Європи некомуністичного уряду Тадеуша Мазовецького, демократичні революції в Угорщині, Німецькій Демократичній Республіці, Чехословаччині та, врешті, падіння Берлінської стіни, яке символізувало початок якісно нового періоду у світовій історії. 1989 рік завершився першими в історії відвідинами Міністром закордонних справ СРСР Едуардом Шеварднадзе штаб-квартири НАТО в Брюсселі його та переговорами з Генеральним секретарем НАТО Манфредом Вернером і постійними представниками держав-членів Альянсу.
Впродовж 1990—1991 років перехід влади до демократичних сил відбувся і в інших країнах Східної Європи та в союзних республіках СРСР. Наслідком цих змін стали возз'єднання Німеччини, припинення «холодної війни», розпад Радянського Союзу і Варшавського блоку. Європа та світ опинилися у принципово новій політичній ситуації, що не могло не вплинути на Північноатлантичний альянс і зумовило початок процесу його адаптації до нових геополітичних умов. В цей період навіть точилися дискусії про розпуск Альянсу і недоцільності його існування у постбіполярному світі, але нестабільність нової ситуації викликала необхідність лише трансформації альянсу й уточнення його ролі. Крім того, важливе значення мало і бажання країн-членів зберегти спільний цивілізаційний простір. НАТО вступив у новий етап своєї історії.

### 1990—2002
Процес постбіполярної трансформації НАТО розпочався з Лондонського саміту Альянсу, що відбувся у липні 1990 року. На саміті глави держав і урядів країн-членів дійшли висновку про необхідність пристосування Північноатлантичного альянсу до нової стратегічної ситуації та нового середовища безпеки. Основними напрямами трансформації визначено скорочення чисельності об'єднаних збройних сил при одночасному підвищенні рівня їх мобільності та здатності оперативно діяти у надзвичайних ситуаціях, розвиток і поглиблення відносин з новими демократичними державами Східної Європи, а також міжурядовими європейськими інституціями — ОБСЄ, ЄЕС, ЗЄС. Розвиток і реалізація ідей, висунутих на Лондонському саміті, привели до розробки нової стратегічної концепції Альянсу, схваленої на наступній зустрічі глав держав та урядів країн-членів НАТО у Римі у листопаді 1991 року. У прийнятому документі зазначалося, що глибокі політичні зміни, які відбулися в Центральній та Східній Європі від 1989 року, стали результатом зникнення безпосередньої загрози, що викликала найбільшу занепокоєність Альянсу впродовж сорока років його існування. Усунення загрози спланованої агресії означало припинення існування чинника, навколо якого фокусувалася стратегія НАТО, а отже, безпека всіх його членів зміцнилася. Проте, як наголошувалося в документі, тепер їй загрожують інші різноманітні ризики, які важко спрогнозувати й оцінити: міжетнічна ворожнеча і територіальні спори у країнах ЦСЄ можуть привести до виникнення збройних конфліктів, у які можуть бути втягнені зовнішні сили і які можуть перекинутися на країни НАТО, безпосередньо позначаючись на їхній безпеці.
Аналіз нової стратегічної ситуації дав змогу авторам концепції зробити два важливих висновки про збереження цілей і функцій Альянсу в сфері безпеки і про створення ширших, ніж будь-коли, можливостей для досягнення його цілей політичними засобами. Йшлося про діалог і співробітництво між членами НАТО й іншими державами в усіх галузях, пов'язаних з європейською безпекою. Ця думка, висловлена в документі ще в досить обережній формі, засвідчувала, однак, про принципово новий підхід до архітектури європейської безпеки і незабаром стала невіддільною складовою загальної стратегії Альянсу. Стосовно оборони стратегічна концепція 1991 року передбачала зниження загальної чисельності збройних сил і рівня їхньої боєготовності з одночасним підвищенням їх мобільності, гнучкості та здатності діяти в критичних ситуаціях. З цією метою планувалися певні зміни у структурі збройних сил і військового командування альянсу. Концепція передбачала широке використання сил негайного та швидкого реагування, в тому числі багатонаціональних, здатних діяти в різноманітних, непередбачуваних ситуаціях. Важливою корективою було також зменшення залежності військової стратегії альянсу від ядерної зброї, яка має відігравати головно політичну роль — збереження миру, стримування будь-якого агресора.
| Члени НАТО на 1994 рік                     |
| Члени програми «Партнерство заради миру»   |
| Колишні члени ПЗМ, які приєдналися до НАТО |

Крім стратегічної концепції, на Римському саміті також прийнято «Декларацію про мир і співпрацю». У ній наголошувалося, що Альянс підтримує і пропонує допомогу країнам Центральної і Східної Європи у здійсненні реформ, подоланні труднощів перехідного періоду, запрошує до участі у відповідних форумах НАТО, готовий до консультацій з політичних, військових, економічних і наукових питань та щодо налагодження співпраці. Для сприяння розвиткові такого партнерства створювалася Рада північноатлантичного співробітництва (РПАС), установче засідання якої відбулося 20 грудня 1991 року за участю міністрів закордонних справ держав-членів НАТО, шістьох країн Центральної та Східної Європи і трьох Балтійських держав. У березні 1992 року до РПАС приєднались одинадцять незалежних держав — членів СНД, що виникли на території колишнього СРСР. А наприкінці 1996 року учасницями цього форуму були вже 40 держав Європи й Азії.
Однією з найважливіших ініціатив Альянсу стала програма «Партнерство заради миру» (ПЗМ) започаткована на Брюссельському 1994 року саміті НАТО. Програма проголошувала завдання формування нових відносин безпеки між Північноатлантичним союзом та його партнерами у справі миру. До участі в ній були запрошені держави-члени РПАС та інші країни ОБСЄ. Північноатлантична рада запропонувала державам-партнерам долучилися до роботи політичних і військових органів у штаб-квартирі НАТО в межах діяльності, пов'язаної з партнерством. Передбачалися також консультації з будь-яким активним учасником програми, якщо він буде відчувати пряму загрозу своїй територіальній цілісності, політичній незалежності або безпеці. Суттєве значення мало і положення про те, що активна участь у ПЗМ буде відігравати важливу роль у процесі розширення НАТО. За три роки учасниками «Партнерства заради миру» стали 27 держав Європи і Азії. Однією з перших серед них була Україна, яка приєдналася до програми вже в лютому 1994 року.
Важливе значення для ефективності та вагомості програми ПЗМ мало приєднання до неї у червні 1994 року Російської Федерації, адже, на думку лідерів НАТО, створення заснованої на співпраці нової архітектури європейської безпеки потребувало активної участі Росії. Результатом розвитку діалогу з РФ став підписаний у травні 1997 року у Парижі «Основоположний акт про взаємні відносини, співпрацю і безпеку між Російською Федерацією і Організацією північноатлантичного договору». Цим актом для консультацій, координації співпраці та досягнення консенсусу між альянсом і Росією, а також за відповідних обставин для прийняття спільних рішень щодо спільних дій з питань безпеки засновувалася постійна спільна рада Росія — НАТО.
Іншим важливим кроком на шляху розширення і поглиблення співробітництва між НАТО і державами-учасницями РПАС і ПЗМ стало створення в травні 1997 року перетворення Ради північноатлантичного співробітництва на Раду євроатлантичного партнерства (РЄАП). До складу РЄАП увійшли не тільки члени РПАС, а й ті держави, що мали в ній лише статус спостерігачів. В рамках РЄАП проводяться консультації та здійснюється співпраця в сферах контролю над озброєнням, ядерної безпеки, нерозповсюдження ядерної, хімічної та біологічної зброї, врегулювання криз, планування оборони і військових бюджетів, боротьби з міжнародним тероризмом тощо.
Ще одним важливим напрямом у діяльності НАТО став розвиток так званого «Середземноморського діалогу». Рішення про це було прийняте на Брюссельському саміті 1994 року. Участь у Середземноморському діалозі взяли, крім держав-членів НАТО Єгипет, Ізраїль, Йорданія, Мавританія, Марокко і Туніс.

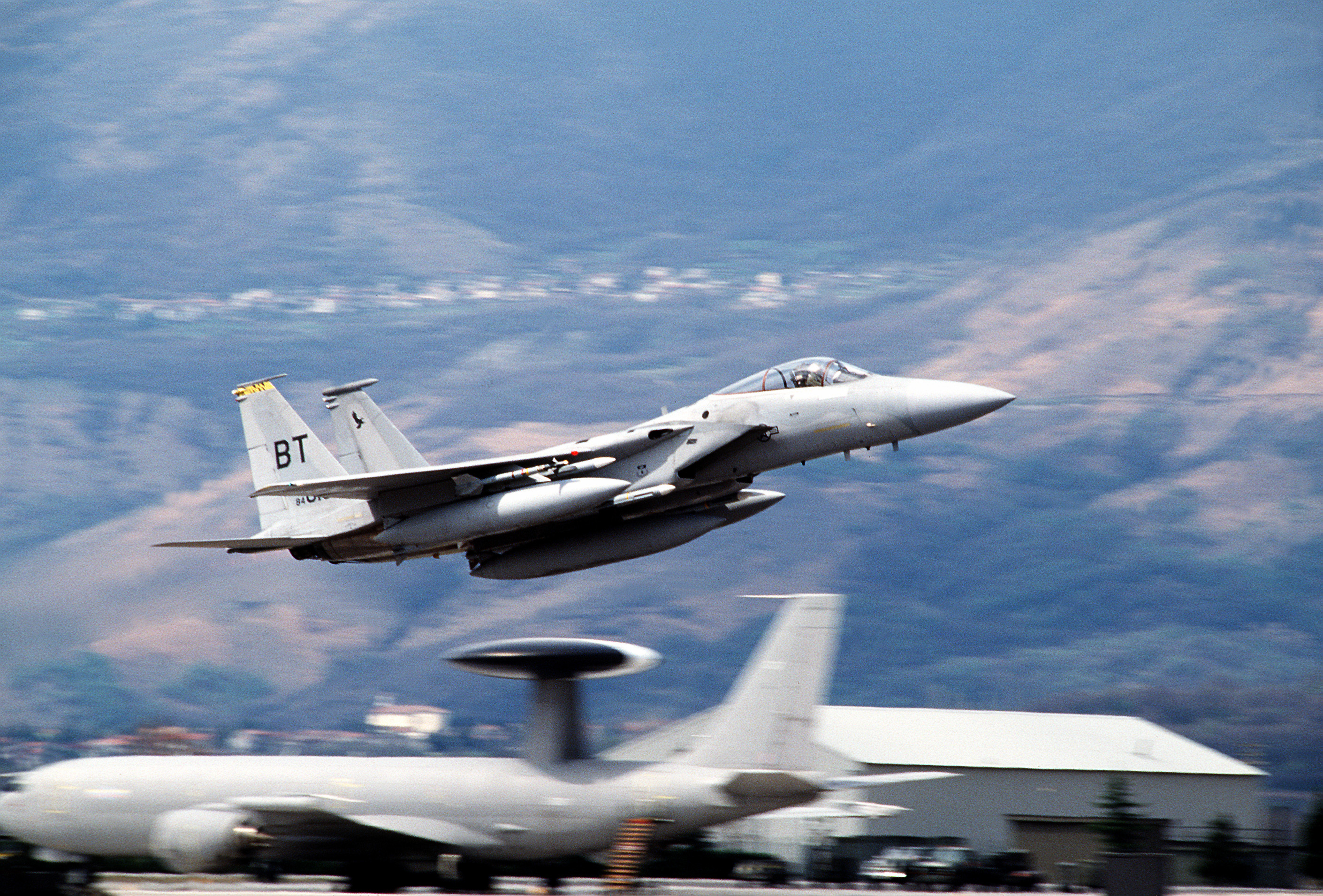
Зліт F-15C 53-ї винищувальної ескадрильї ВПС США. Операція «Денай флайт».

Важливою обставиною, що надавала особливої актуальності процесу налагодження співробітництва між Альянсом і державами — не членами НАТО, стала війна в Югославії. Ця війна створювала помітну загрозу для європейської безпеки і стала серйозним випробуванням для НАТО як організації, що набувала характеру сили, покликаної не лише забезпечувати оборону її членів, а й сприяти збереженню миру та стабільності на всьому євроатлантичному просторі. Вже з 1992 року Альянс почав надавати допомогу в здійсненні операцій з підтримки миру на Балканах, що проводилися під егідою Ради Безпеки ООН: спочатку це було морське та повітряне патрулювання з метою контролю за дотриманням запровадженого ООН ембарго на постачання зброї до республік колишньої Югославської федерації й торговельного ембарго проти Сербії та Чорногорії (операції «Скай монітор», «Маритайм монітор», «Маритайм ґард»). Після прийняття Радбезом ООН у березні 1993 року резолюції, що дозволяла державам-членам НАТО вживати примусових заходів для забезпечення режиму забороненої для польотів зони у повітряному просторі над Боснією і Герцеговиною, літаки НАТО розпочали операція «Денай флайт». В лютому 1994 року вони збили чотири військові літаки, які порушили заборонену для польотів зону. Це були перші за всю історію альянсу бойові дії його збройних сил. У 1994—1995 роках на прохання Сил захисту ООН у Боснії і Герцеговині літаки НАТО провели низку операцій, що зумовили зняття облоги Сараєва та інших міст, здійснювали повітряні удари по цілях у межах визначених ООН заборонених зон. Ці та інші дії сприяли зупиненню конфлікту в Боснії і Герцеговині. Після підписання у грудні 1995 року загальної Рамкової угоди про мир у цьому регіоні, з грудня 1996 року підрозділи НАТО в Боснії і Герцеговині стали ядром стабілізаційних сил SFOR, яким РБ ООН надала повноваження підтримувати мир і стабільність у регіоні. До складу цих сил увійшли також військові підрозділи країн-учасниць програми ПЗМ, в тому числі й України.
Початок розгортання нового конфлікту на Балканах, цього разу в Косово, засвідчили обґрунтованість висновку про нестабільність нового політичного середовища в Європі та ймовірність виникнення нових загроз для миру і безпеки. Операція сил НАТО «Союзна сила» в період з 24 березня по 10 червня 1999 року стала завершальним етапом Косовської війни, що змусив Югославію припинити бойові дії, вивести війська з території краю Косово й Метохія та організувати його перехід під контроль сил НАТО, а пізніше — ООН.
Вашингтонський саміт НАТО 1999 року відзначився прийняттям перших членів організації з-поміж постсоціалістичних країн — Чехії, Угорщини і Польщі, та ухваленням нової Стратегічної концепції НАТО. У сукупності з іншими викликами та загрозами глобального характеру, такими як розповсюдження ядерної, біологічної, хімічної зброї та технологій їх виготовлення, тероризм, організована злочинність тощо, військово-політичні конфлікти на посткомуністичному просторі ще більше актуалізували завдання динамічної адаптації НАТО до нових умов безпеки. Відповідало це і зростальній активності східноєвропейських держав у напрямі розширення співпраці з Альянсом в галузі безпеки й оборони. Деякі з них прямо ставили питання про перехід від співробітництва з НАТО до повноправного членства в організації. Це вимагало розв'язання низки концептуальних питань з урахуванням позицій всіх учасників євроатлантичного партнерства, а також поглиблення трансформаційних процесів в НАТО в нових умовах європейської безпеки.

### 2002—2014

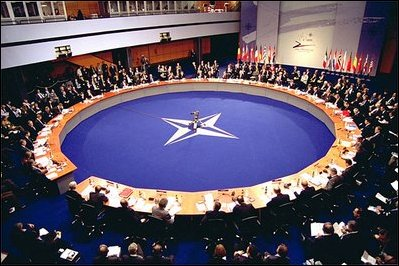
Празький саміт НАТО. Листопад 2002 року.

Новий етап трансформаційних змін Північноатлантичного альянсу був започаткований на Празькому саміті НАТО 2002, де були ухвалені рішення, ініційовані колишнім Генеральним секретарем НАТО лордом Джорджем Робертсоном у відповідь на «уроки Косова та 11 вересня» й зосереджені на змінах у потенціалах, місіях і структурах Альянсу. Впровадження комплексу завдань щодо вдосконалення потенціалів, створення Сил реагування НАТО та кардинальних структурних перетворень є так званою Празькою програмою трансформації. Празьке зобов'язання щодо вдосконалення потенціалів (англ. Prague Capabilities Commitment) складається з понад 400 політичних зобов'язань, що взяли на себе окремі країни-члени, з метою вдосконалення своїх можливостей в окремих сферах. Вдосконалення потенціалів — процес, протягом якого країни НАТО зобов'язались досягти у конкретний термін підвищення бойової ефективності військового потенціалу у галузі стратегічних повітряних та морських перевезень, дозаправлення у повітрі, здатності до швидкого розгортання сил, розвитку підрозділів бойового та тилового забезпечення, систем командування, управління та зв'язку, розвідки, виявлення та спостереження та засобів придушення протиповітряної оборони противника, а також захисту від хімічної, біологічної і ядерної зброї. Розв'язання проблем вдосконалення потенціалу відбувається через спеціалізацію та багатонаціональну кооперацію між країнами.
Країни-члени НАТО за активної підтримки країн-партнерів досягли певного успіху у виконанні цих зобов'язань. У сфері повітряних перевезень у 2004 році міністри оборони країн НАТО підписали Меморандум про взаєморозуміння, згідно з яким проєкт стратегічних повітряних перевезень, який очолює Німеччина, повинен забезпечити оперативну спроможність повітряного перевезення вантажів великих розмірів. Забезпечення стратегічних перевезень реалізується з використанням чартерної системи, що гарантує безперешкодний доступ до шести російських та українських транспортних літаків Ан-124-100. На національному рівні країни НАТО мають або планують придбати велику кількість літаків С-17 та А-400М.

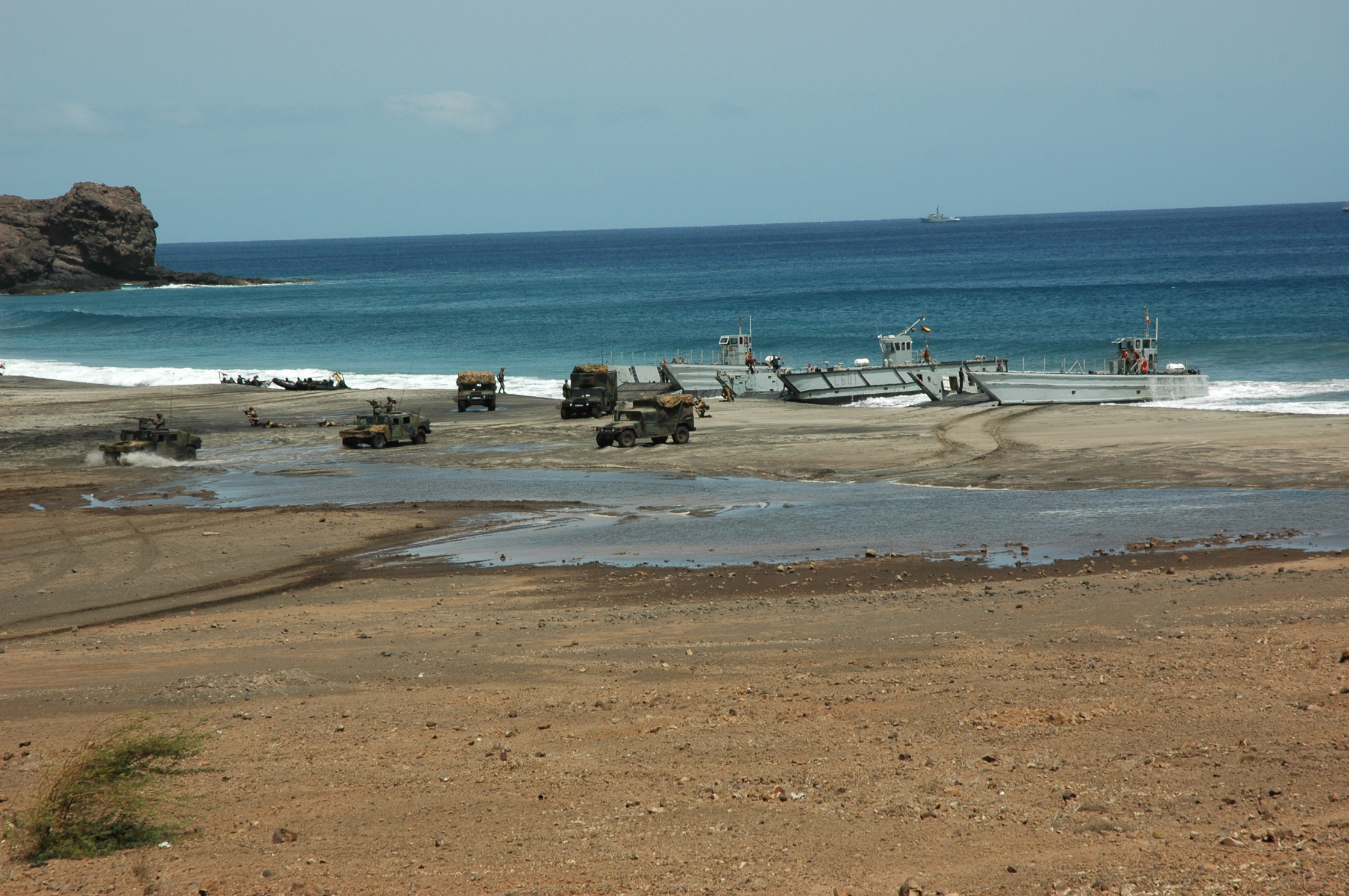
Навчання Сил реагування НАТО Steadfast Jaguar. 2006.

Країни-члени НАТО продовжують працювати над розвитком Мережі НАТО із забезпечення здатності обміну інформацією, даними та розвідданими із гарантуванням їх надійного захисту, таємності та своєчасності, водночас поліпшуючи захист важливих інформаційних систем від комп'ютерних атак. Наступним складником Празької програми було рішення про створення Сил реагування НАТО (англ. NATO Response Force). Концепція Сил реагування НАТО передбачає створення високотехнічно оснащених, гнучких, здатних до оперативного розгортання, взаємосумісних та витривалих підрозділів, спроможних виконувати місії з усього спектра завдань Альянсу. Вони мають не тільки забезпечити спроможність НАТО швидко і ефективно реагувати на нові загрози, а й надати можливість справедливіше розподілити ризики через залучення більшої кількості держав НАТО до проведення операцій. Сили реагування НАТО складаються з сухопутного, повітряного, морського компонентів та сил спеціальних операцій. Війська, які перебувають у підвищеному ступені готовності, складаються з національних елементів та здійснюють ротацію кожні шість місяців після проходження відповідної підготовки та сертифікації. СРН відіграють роль своєрідного каталізатора процесу трансформації всіх збройних сил країн-членів НАТО. Після завершення у червні 2006 року навчань Steadfast Jaguar, на яких спільно діяли сухопутні, морські і повітряні компоненти СРН, на Ризькому саміті НАТО оголосили, що Сили реагування НАТО досягли рівня цілковитої оперативної спроможності.
Третьою складовою Празької програми стала структурна трансформація. Нова структура командування НАТО базується не на територіальному розподілі, як раніше, а на функціональному. На стратегічному рівні створені два командування. Командування ОЗС НАТО з питань операцій, яке відповідає за проведення усіх операцій Альянсу, очолює Верховний головнокомандувач ОЗС НАТО в Європі. Командування ОЗС НАТО з питань трансформації очолює Верховний головнокомандувач ОЗС НАТО з питань трансформації, який несе відповідальність за питання просування і контролю над поточним процесом трансформації Альянсу, а також над спроможностями Альянсу, зокрема у питаннях підготовки та розробки концепцій і доктрин. Тактичний рівень складається з шести видових командувань ОЗС НАТО, які забезпечують відповідну підтримку операцій штабними елементами на суші, морі та у повітрі.
У міру виконання Празької програми трансформації почали виникати певні проблеми, які проявились у невідповідності між чіткими намірами у визначенні специфічних цілей, та діями й виділеними ресурсами для досягнення цих цілей. На подолання недоліків була спрямована Норфолкська програма Генерального секретаря Яап де Гооп Схеффера, викладена у квітні 2004 року в Командуванні ОЗС з питань трансформації у відповідь на уроки Афганістану. Програма передбачала заходи на виконання Празьких зобов'язань й стосувалась трансформаційних змін в генеруванні сил, оборонному плануванні та схемах спільного фінансування.

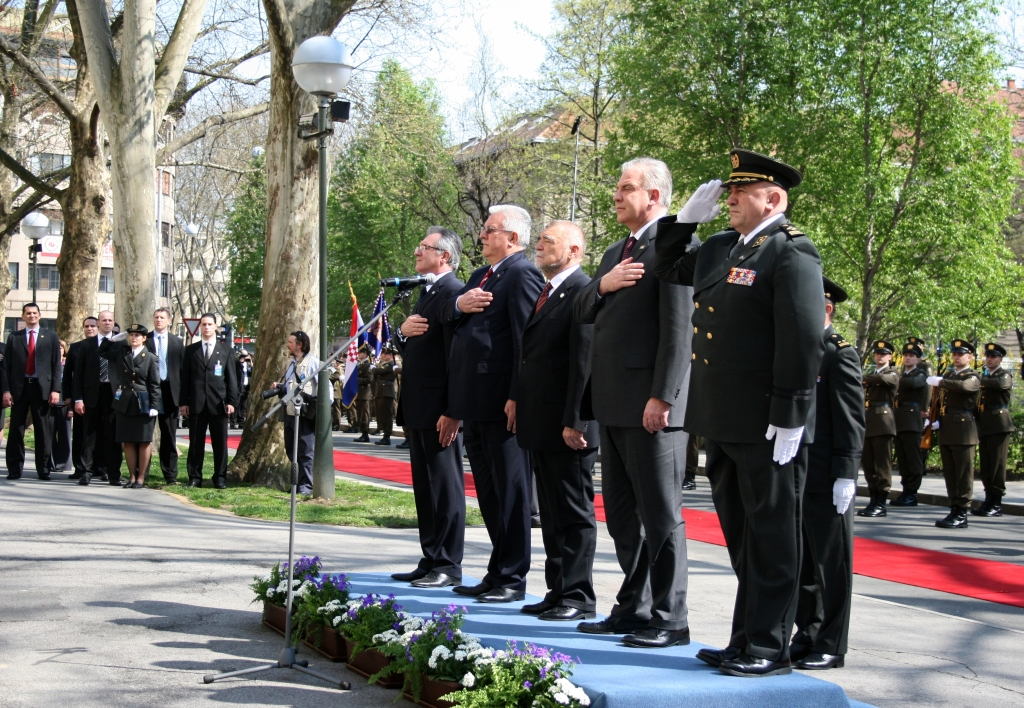
Урочистий підйом прапора НАТО на Міністерстві оборони Хорватії в Загребі після вступу країни до Альянсу. 7 квітня 2009 року.

Оскільки робота НАТО ґрунтується на політичній солідарності та спільних цінностях, постала проблема вироблення спільного бачення стратегічних завдань Альянсу та відновлення єдності у протистоянні новим викликам та загрозам безпеці: важливою складовою перетворень НАТО стало забезпечення внутрішнього балансу між Північною Америкою і дедалі більш інтегрованою Європою. Прийняттю рішень про початок трансформаційних змін у політичній сфері передувала Мюнхенська програма, ініційована колишнім канцлером Німеччини Герхардом Шредером у 2005 році у відповідь на уроки іракської кризи. В результаті глави країн-членів Альянсу на саміті НАТО в Брюсселі взяли на себе зобов'язання посилити роль НАТО як форуму для стратегічних і політичних консультацій і координації між членами Альянсу й консультацій у сфері безпеки між Європою і Північною Америкою. Генеральний секретар Яап де Гооп Схеффер дав обіцянку розробити план, який забезпечить серйозність і важливість стратегічного діалогу в НАТО. Ухвалена на Ризькому 2006 року саміті НАТО Комплексна політична директива, яка стала доповненням до Стратегічної концепції Альянсу 1999 року, визначила структуру та політичну спрямованість трансформації, встановила пріоритети з усіх аспектів військового потенціалу Альянсу, планування підготовки та розвідки на наступні 10-15 років.
Розширення і трансформація Північноатлантичного альянсу є одним з найбільш фундаментальних зрушень у міжнародній безпеці, пов'язаних з формуванням нової системи міжнародних відносин. Цей процес без перебільшення доленосний для європейських країн, оскільки не лише остаточно закріплює результати минулого біполярного протистояння, але й окреслює контури єдиної європейської цивілізації у межах євроатлантичного простору.
Належність до європейської цивілізації є прагненням багатьох країн, у тому числі й України. Домінантною та першочерговою метою Організації Північноатлантичного договору залишається колективна оборона, але вона кардинально відрізняється не лише від тих заходів, що планувалися в роки «холодної війни», а навіть не схожа на ті, що впроваджувалися вже у «нових» постбіполярних умовах. Фактично, з початком нового тисячоліття в НАТО відбулося більше конструктивних зрушень, ніж за будь-яке десятиріччя в історії діяльності Альянсу. Ця трансформаційна лінія ще раз підтвердилася після того, як НАТО запропонувало новим партнерам приєднатися до Альянсу (передостання хвиля розширення Північноатлантичного альянсу мала місце у квітні 2004 року, коли новими членами стали Болгарія, Латвія, Литва, Румунія, Словаччина, Словенія та Естонія), а 1 квітня 2009 року Альянс прийняв до своїх лав двох нових членів — Албанію та Хорватію.
Агресія Росії проти України у 2014 році, на думку українських науковців, виявила слабкі місця в системі оборони Альянсу на Сході Європи і спонукала до застосування невідкладних військових та політичних заходів. Російська Федерація припинила бути партнером НАТО, і розглядається нині як противник. США змушені повернути зовнішньополітичну увагу до Європи і знов починають відігравати роль одного з важливих чинників європейської безпеки. Зміни в архітектурі європейської безпеки не є цілковитим поверненням до ситуації «холодної війни». Розклад сил сьогодні є іншим: нині агресія Росії спрямована на країни Центрально-східної Європи та Балтії, що зараз є членами ЄС та НАТО, і на низку пострадянських країн, що з 1990-х років опинилися в сірій зоні безпеки — Грузію, Молдову і Україну. Дії Росії змусили НАТО мобілізуватися і переосмислити свою стратегію.

### 2014—2019
5 червня 2017 року до складу Альянсу увійшла Чорногорія.
10 березня 2018 року НАТО визнало за Україною статус країни-аспіранта на шляху до приєднання до альянсу.
Північна Македонія підписала протокол про приєднання, щоб стати членом НАТО в лютому 2019 року, і завершила приєднання 27 березня 2020 року.

### 2020—2025
12 червня 2020 року Україна здобула статус партнера з розширеними можливостями НАТО.
Після російського вторгнення в Україну 2022 року громадська думка у Фінляндії та Швеції різко схилилася на користь вступу до НАТО: більше громадян підтримало членство в НАТО, ніж тих, хто вперше був проти цього. Опитування, проведене 30 березня 2022 року, показало, що близько 61 % фінів виступають за членство в НАТО, проти 16 % проти і 23 % не впевнені. Опитування, проведене 1 квітня, показало, що близько 51 % шведів виступають за членство в НАТО проти 27 % проти. Фінський парламент вирішив обговорити питання членства в НАТО пізніше того ж року. Аналітики очікували, що Фінляндія та Швеція узгодять свої рішення щодо членства в НАТО, подібно до того, як вони координували своє рішення про вступ до ЄС у 1995 році, хоча Фінляндія може приєднатися трохи раніше. У середині квітня уряди Фінляндії та Швеції почали вивчати членство в НАТО, їхні уряди замовили звіти про безпеку на цю тему та незабаром розпочали дебати. Аналітики вважали, що, ймовірно, і Фінляндія, і Швеція приєднаються до НАТО, і обидві країни потенційно можуть подати заявки на членство вже в червні.
Наприкінці квітня 2022 року, фінське видання повідомило, що Фінляндія і Швеція погодилися подати заявку на членство в НАТО у травні Додавання двох скандинавських країн значно розширить можливості НАТО в Арктиці, Скандинавії та Балтії. Потенційне членство Фінляндії та Швеції розглядається як найбільш значне розширення НАТО з 2004 року, коли додалися країни Балтії.
17 травня 2022 року, міністр закордонних справ Фінляндії Пекка Гаавісто підписав заявку скандинавської держави на вступ до Північноатлантичного альянсу. Водночас опитування показало, що 76 % фінів підтримують вступ Фінляндії до НАТО.
29 червня 2022 року в Мадриді відбувся саміт, де було прийнято рішення про прискорений вступ Фінляндії та Швеції до НАТО. 5 липня глави МЗС цих країн зустрілись з Єнсом Столтенбергом та підписали протоколи про вступ до Альянсу.
26 грудня 2022 року Генеральний секретар НАТО Єнс Столтенберг заявив, що очікує, що Швеція та Фінляндія офіційно приєднаються до блоку у 2023 році.
4 квітня 2023 року Фінляндія офіційно стала повноправним членом Північноатлантичного альянсу.
28 листопада 2023 року, у Брюсселі відбулася зустріч міністрів закордонних справ країн НАТО, під час якої схвалили першу в історії Альянсу квантову стратегію.
26 лютого 2024 року, Угорщина нарешті ратифікувала заявку Швеції на вступ до НАТО.
7 березня 2024 року Швеція стала офіційним членом Північноатлантичного альянсу.
22 червня 2025 року 32 члени НАТО ухвалили заяву до саміту в Гаазі, в якій визначили мету збільшити щорічні витрати на оборону та безпеку до 5% ВВП до 2035 року.

## Країни-члени НАТО
Перші 12 держав, що підписали Північноатлантичний договір 4 квітня 1949, стали країнами-засновниками НАТО:
| - Бельгія - Велика Британія - Данія | - Канада - Ісландія - Італія | - Люксембург - Нідерланди - Норвегія | - Португалія - США - Франція |

### Розширення Альянсу
| Дата            | Країна                                                    | Загальна кількість членів |
| --------------- | --------------------------------------------------------- | ------------------------- |
| 18 лютого 1952  | Греція Туреччина                                          | 14                        |
| 9 травня 1955   | Німеччина                                                 | 15                        |
| 30 травня 1982  | Іспанія                                                   | 16                        |
| 12 березня 1999 | Польща Угорщина Чехія                                     | 19                        |
| 29 березня 2004 | Болгарія Естонія Латвія Литва Румунія Словаччина Словенія | 26                        |
| 1 квітня 2009   | Албанія Хорватія                                          | 28                        |
| 5 червня 2017   | Чорногорія                                                | 29                        |
| 27 березня 2020 | Північна Македонія                                        | 30                        |
| 4 квітня 2023   | Фінляндія                                                 | 31                        |
| 7 березня 2024  | Швеція                                                    | 32                        |

Хронологія розширення НАТО.

Процес вступу до альянсу регулюється Статтею 10 Північноатлантичного договору і наступних угод. Країни, охочі приєднатися повинні відповідати певним вимогам і завершити багатоступеневий процес, що включає політичний діалог і військову інтеграцію.

## Організаційна структура, політика прийняття рішень
НАТО є військово-політичним союзом 32 держав, що володіє всією необхідною інфраструктурою і системою органів з її управління. Вона є міжурядовою, а не наддержавною організацією. Це союз незалежних, суверенних держав, що об'єдналися в інтересах спільної безпеки та захисту спільних цінностей. Основною метою Північноатлантичного альянсу є захист свободи і безпеки його членів у Європі та Північній Америці відповідно до принципів Статуту ООН. Для досягнення цієї мети Альянс використовує як свій політичний вплив, так і військову потужність, залежно від характеру проблем безпеки, що постають перед державами-членами НАТО.
Основними інститутами політики і прийняття рішень в Альянсі є Північноатлантична рада, Комітет з оборонної політики та планування НАТО і Група ядерного планування. Кожен з них відіграє важливу роль у процесах консультацій і прийняття рішень, які є основою спільного планування і безпеки країн. Рішення, ухвалені цими органами, мають однаковий статус і є узгодженою політикою країн-членів НАТО, незалежно від рівня, на якому вони прийняті. Цим вищим органам підпорядковані спеціальні комітети, які також складаються з офіційних представників країн. Така структура комітетів є базовим механізмом, який забезпечує Альянсу можливість проводити консультації та приймати рішення так, щоб кожна країна була представлена на кожному рівні та в усіх сферах діяльності НАТО. Структури НАТО забезпечують постійний процес консультацій, координації та співпраці між державами-членами щодо політичних, військових, економічних та інших аспектів безпеки, а також дають цим країнам можливість активно співпрацювати у невійськових галузях, таких як наука, інформація, екологія і реагування на надзвичайні ситуації.
Рішення в НАТО приймаються на основі консенсусу після обговорення і консультацій з країнами-членами Альянсу. Рішення, прийняте на основі консенсусу, є рішенням, згоду на яке дали і яке підтримали усі країни-члени Організації Північноатлантичного договору. Це означає, що рішення, прийняте НАТО, є виразом колективної волі суверенних держав, які є членами Альянсу. Принцип прийняття рішень на основі консенсусу стосується усіх справ Альянсу і віддзеркалює той факт, що рішення приймають саме країни-члени НАТО і кожна з них бере участь у процесі прийняття рішень. Цей принцип діє на усіх рівнях організації НАТО.
У разі незгоди обговорення ведеться доти, доки рішення не буде прийняте, інколи це може призвести до визнання того, що досягти згоди неможливо. Але майже завжди вдається знайти взаємоприйнятне рішення. Консультації є невіддільною частиною процесу прийняття рішень в НАТО. Вони сприяють комунікації між країнами-членами, чиєю головною метою є прийняття таких колективних рішень, які відповідають їхнім національним інтересам.

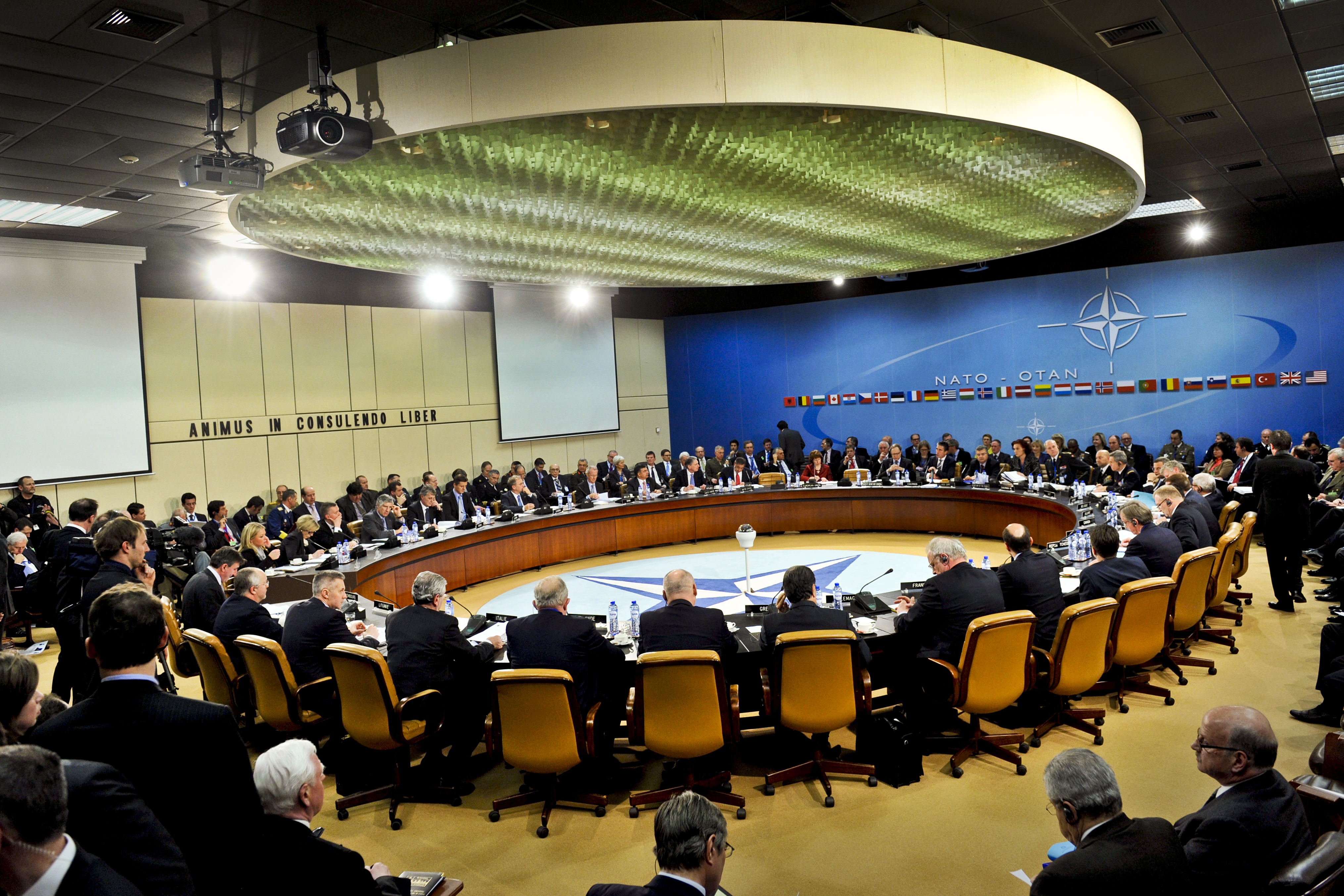
Нарада міністрів оборони держав-членів НАТО у штаб-квартирі НАТО. Брюссель. 21 лютого 2013.

Основна частина військових сил та військової інфраструктури належить державам-членам НАТО, залишається під їхнім безпосереднім управлінням і національним командуванням доти, доки не виникне необхідність в їх виділенні цілком (або частково) для вирішення певних військових завдань під загальним союзним командуванням.

#### Основні інститути політики і прийняття рішень
- Саміти НАТО,
- Північноатлантична рада,
- Комітет з оборонної політики та планування НАТО,
- Група ядерного планування НАТО,
- Військовий комітет НАТО.

#### Оборонне планування НАТО
Збереження адекватної військової спроможності та готовності до колективних дій в інтересах колективної оборони є головною метою Альянсу в сфері безпеки. Оборонне планування є основою усіх операцій НАТО військового характеру. Воно побудоване таким чином, аби збройні сили Альянсу були готові до виконання повного спектра оборонних планів і політики, від звичайного стримування до врегулювання конфліктів, підтримання миру, гуманітарних операцій та інших оперативних завдань. Структура процесу оборонного планування забезпечується базовими принципами НАТО: політичної солідарності країн-членів, сприяння співробітництву і розвитку тісних зв'язків між ними в усіх сферах, де це забезпечує їхні спільні та індивідуальні інтереси, спільної відповідальності, визнання взаємних зобов'язань, спільної діяльності з утримання адекватної військової потуги на підтримку стратегії та політики Альянсу.
Ключова роль в оборонному плануванні належить Військовому комітету НАТО. Тісна координація діяльності Міжнародного секретаріату та Міжнародного військового штабу, військового керівництва НАТО і урядів держав забезпечується щорічним обміном інформацією про національні плани. Такий обмін інформацією дає змогу порівняти наміри кожної держави із загальними вимогами НАТО і при необхідності переглянути їх відповідно до нових директив, вимог до модернізації та змін ролей і обов'язків національних збройних сил. Усі ці аспекти постійно переглядаються і контролюються на кожному етапі циклу оборонного планування. Відповідно до рекомендацій за результатами аналізу, міністрами оборони країн-членів кожні чотири роки розробляється документ «Керівні вказівки міністрів», який у разі необхідності оновлюється через два роки. На основі міністерських вказівок розробляються національні плани для збройних сил кожної країни-члена.
Розроблені на основі пропозицій з розвитку збройних сил Командуванням об'єднаних збройних сил НАТО з питань трансформації «Цільові завдання з розвитку збройних сил НАТО» спрямованих на те, щоб забезпечити командуванню НАТО з операцій можливість виконувати весь спектр оперативних місій, які можуть бути покладені на нього Північноатлантичною радою.
Третім етапом циклу планування збройних сил є процес аналізу оборонних питань, який відбувається кожен другий рік і триває протягом року. Він складається з індивідуального і колективного вивчення і оцінки планів розвитку збройних сил та відповідних фінансових планів країн-членів на індивідуальній основі, у порівнянні з еталоном, яким слугують узгоджені «Цільові завдання НАТО» на десятирічний період. В результаті його, після тристоронніх зустрічей з представниками кожної країни — члена Альянсу, готується проєкт «Національних розділів». «Національні розділи» вивчаються на багатосторонньому рівні у Комітеті оборонного планування НАТО з метою усунення можливих розбіжностей між національними завданнями і планами розвитку збройних сил і тими, які визначені НАТО. Після цього «Національні розділи» перетворюються на індивідуальні національні додатки до Загального звіту. Загальний звіт також містить звіт Військового комітету щодо військової відповідності нового плану НАТО рівню розвитку збройних сил і ступеня пов'язаних з ним воєнних ризиків. Крім того, Загальний звіт містить розділ, узгоджений з інституціями ЄС та оснований на інформації європейських країн НАТО, в якому визначено ступінь, до якого новий план може відповідати потребам Європейського Союзу у сфері військових сил і засобів.

### Бюджетування
НАТО — міжурядова організація, члени якої виділяють кошти та ресурси, необхідні для повсякденного функціонування її згідно з Договором: проведення зустрічей, підготовки та прийняття рішень, реалізації інших завдань в рамках спільних інтересів всіх членів Альянсу.
Фінансування навчання і складу національних контингентів здійснюється за рахунок бюджету відповідних держав. Вони ж несуть всі витрати з утримання своїх представництв при НАТО, виплачують платню офіцерам, прирядженим до штаб-квартири Альянсу. Платня цивільним службовцям виплачується з бюджету НАТО. Всі програми НАТО фінансуються спільно тими державами, які в них беруть участь.
Згідно з неофіційною домовленістю, члени Альянсу повинні витрачати на оборону не менше 2 % ВВП. Однак у 2013 році тільки невелика частина країн-членів НАТО виконали ці вимоги. Згідно з даними НАТО, у США показник витрат на оборону сягнув 4,1 %, Великої Британії — 2,4 %, Греції — 2,3 %. Військовий бюджет Естонії був на рівні 2 %, Франції — 1,9 %, Туреччини і Польщі — 1,8 % , Німеччини — 1,3 %, Італії — 1,2 %. Іспанія, Угорщина, Латвія та Литва витрачали на оборону менше ніж 1 % ВВП. Середній показник військових витрат європейськими членами Альянсу склав 1,4 %.

#### Спільне фінансування
Планування ресурсів Північноатлантичного альянсу спрямоване на забезпечення НАТО необхідними йому можливостями і засобами, здійснюється шляхом спільного фінансування: коли визначається потреба у видатках, між країнами, які можуть брати в них участь, починаються консультації з метою об'єднати ресурси в рамках НАТО. Принцип спільного фінансування на основі консенсусу є одним з фундаментальних принципів Альянсу.
Критерії спільного фінансування постійно переглядаються в результаті виникнення нових обставин, наприклад, необхідності чітко визначити ті елементи витрат НАТО на підтримання миру, які будуть покриватись з міжнародних бюджетів, і ті, які повинні фінансуватись з національних бюджетів. Спільне фінансування поширюється на цивільний і військовий бюджети НАТО і Програму інвестицій в безпеку НАТО. Це єдині фонди, в межах яких керівництво НАТО визначає вимоги і встановлює пріоритети відповідно до головних завдань і пріоритетів Альянсу.

##### Цивільний бюджет НАТО
Цивільний бюджет фінансується переважно Міністерствами закордонних справ держав НАТО, контролюється Комітетом цивільного бюджету і виконується Міжнародним секретаріатом НАТО. Він формується для покриття видатків на заробітну плату персоналу, поточні витрати, а також капітальні витрати і витрати на програми, необхідні для досягнення головних цілей НАТО:
- забезпечення результативної політики, планування ресурсів на підтримку операцій НАТО в євроатлантичному регіоні і поза його межами;
- виконання необхідної політичної і планової роботи для забезпечення і підтримки вдосконалених можливостей і засобів Альянсу;
- підтримку консультацій і співпраці з партнерами заради посилення безпеки і відповіді на нові виклики і загрози безпеці євроатлантичного регіону;
- забезпечення розуміння і підтримки НАТО, її операцій і ролі в підтримці безпеки через громадську дипломатію.

Допоміжними цілями також є:
- забезпечення професійних і допоміжних послуг Північноатлантичній раді, підпорядкованим комітетам і Міжнародному секретаріату;
- утримання і забезпечення функціонування приміщень і інфраструктури штаб-квартири НАТО;
- забезпечення дотримання вимог безпеки в НАТО і безпечного середовища для діяльності персоналу штаб-квартири та проведення операцій.

##### Військовий бюджет НАТО
Військовий бюджет включає поточні витрати і витрати на утримання, а також капітальні витрати міжнародної військової структури НАТО: Військового комітету, Міжнародного військового штабу, військових агенцій, Верховних командувань НАТО і підпорядковані їм командувань, системи управління й інформації, науково-дослідних установ та сил раннього повітряного попередження і управління НАТО. З військового бюджету також покриваються видатки на діяльність командних структур під час операцій з реагування на кризові ситуації та місій, які виконує НАТО.
Військовий бюджет фінансується переважно Міністерствами оборони усіх країн — членів НАТО і контролюється Комітетом військового бюджету.

##### Програма інвестицій у безпеку НАТО (NSIP)
Країни — члени НАТО також фінансують Програму інвестицій у безпеку НАТО (англ. NATO Security Investment Programme). Ця програма використовується для фінансування об'єктів і обладнання, необхідних для забезпечення функціонування Командування НАТО з питань трансформації і Командування НАТО в Європі, оскільки їх утримання виходить за межі вимог щодо національної оборони окремих держав. NSIP також покриває потреби операцій з реагування на кризові ситуації і військові об'єкти та засоби, такі як системи інформації та зв'язку, системи повітряного управління і наведення, супутниковий зв'язок, військові штаби, аеродроми, трубопроводи і склади ПММ, причали, навігаційне обладнання.
Програма інвестицій у безпеку фінансується Міністерствами оборони країн-членів і контролюється Комітетом інфраструктури.

## Військові операції і місії НАТО
Північноатлантичний альянс відіграє активну і провідну роль у гарантуванні миру і безпеки на міжнародній арені. Тривалий час НАТО вдавалося підтримувати мир і безпеку європейських країн виключно політико-дипломатичними шляхами. Однак початок 1990-х відзначився новими викликами і загрозами європейській безпеці. Першим серйозним випробуванням для НАТО як організації, що набувала характеру сили, покликаної не лише забезпечувати оборону її членів, а й сприяти збереженню миру та стабільності на всьому євроатлантичному просторі стала війна в Югославії. Перші три операції Альянсу з підтримання миру мали місце в Європі — в Боснії і Герцеговині, в Косові і в колишній Македонії.

### НАТО у Боснії і Герцеговині, СФОР

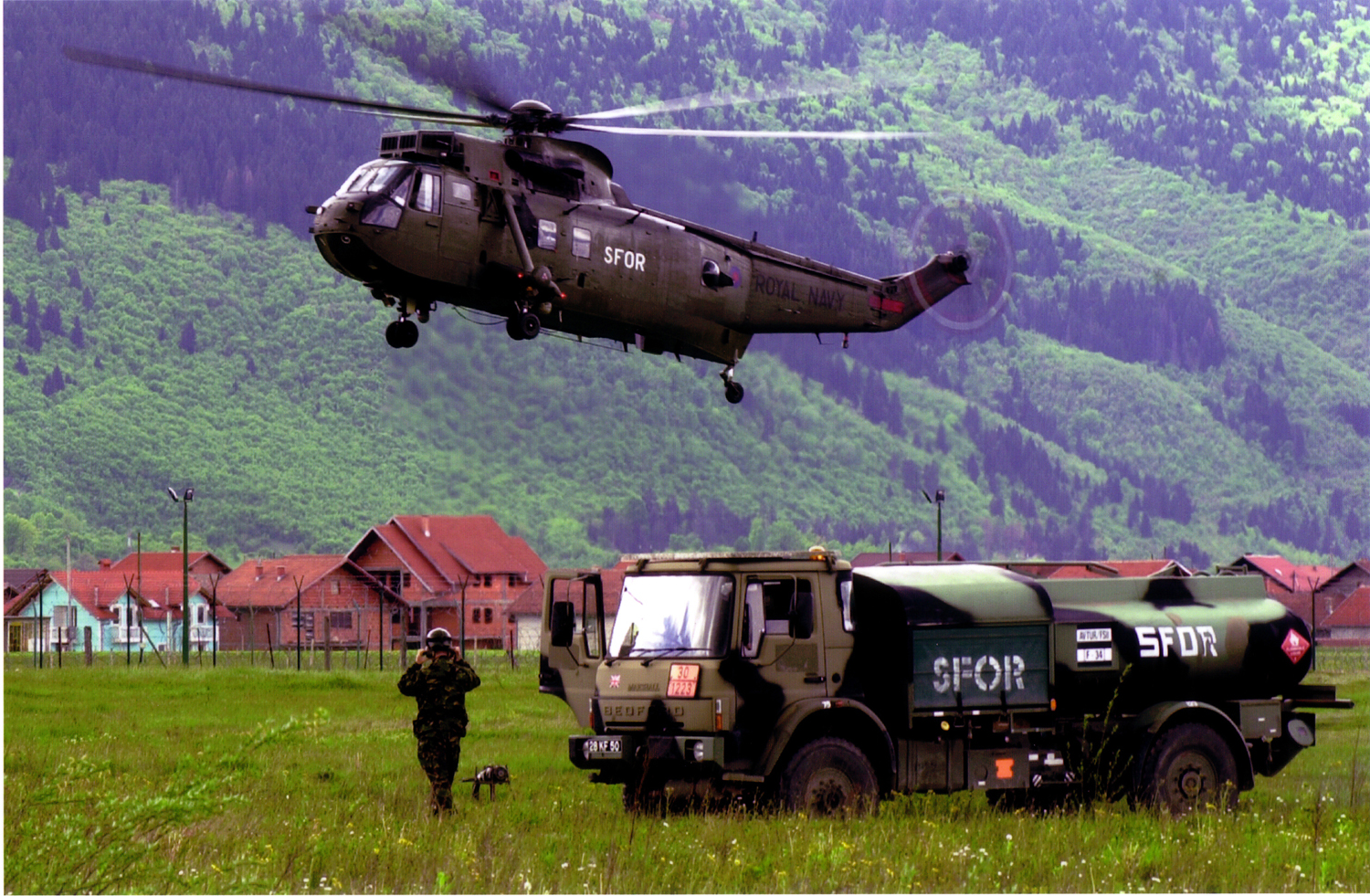
Зліт SH-3 «Сі Кінг» SFOR зі складу ВМС Великої Британії

Із 1995 до 2004 року під проводом НАТО здійснювалася операція з підтримання миру в Боснії і Герцеговині, що допомагала гарантувати безпеку та сприяла відновленню країни після війни 1992—1995 років.
Боснія та Герцеговина стала ареною, на якій НАТО багато що робила вперше, і рішення, ухвалені Альянсом у відповідь на події в цій країні, допомогли формувати еволюцію Альянсу та розвивати його можливості зі встановлення і підтримання миру. У серпні — вересні 1995 року НАТО провела повітряну операцію в Боснії та Герцеговині, яка допомогла припинити Боснійську війну, а потім відповідно до Дейтонської мирної угоди очолила операцію з підтримання миру, яка тривала дев'ять років — з грудня 1994 року по грудень 2004 року. Хоча у грудні 2004 року НАТО передала відповідальність за повсякденну безпеку в Боснії та Герцеговині Європейському Союзу, Альянс продовжує утримувати скорочений військовий штаб в Сараєві для надання допомоги у здійсненні оборонної реформи в Боснії та Герцеговині та підготовці країни до участі в програмі «Партнерство заради миру».

### Конфлікт у Косові, бомбардування Югославії, КФОР
З червня 1999 року НАТО очолила операцію зі встановлення миру в Косові на підтримку широких міжнародних зусиль з розбудови миру і стабільності в цій спірній югославській провінції. Операція сил НАТО «Союзна сила» в період з 24 березня по 10 червня 1999 року стала завершальним етапом Косовської війни. Після завершення 78-денної повітряної кампанії в Косові були розгорнуті міжнародні миротворчі сили під керівництвом НАТО КФОР. Ця кампанія, яка була другою військовою кампанією НАТО, почалася після більше ніж року ведення воєнних дій у провінції і провалу міжнародних зусиль врегулювати конфлікт дипломатичними засобами.
Після проголошення Косовом своєї незалежності в лютому 2008 року НАТО погодилася зберегти свою присутність на основі Резолюції 1244 Ради Безпеки ООН. У червні 2008 року Альянс вирішив взяти на себе нагляд за розформуванням Корпусу захисту Косова та допомогти створити професійні багатоетнічні Сили безпеки Косова.

### НАТО у Північній Македонії
Відповідаючи на запит уряду Північної Македонії, з серпня 2001 року до березня 2003 року НАТО здійснила у цій країні три послідовні операції: «Есеншіел харвест», яка дозволила роззброїти групи етнічних албанців, що діяли на території Північної Македонії; «Ембер фокс» забезпечила захист міжнародних спостерігачів, що здійснювали нагляд за виконанням мирного плану; «Елайд хармоні» з надання консультантів на допомогу уряду в питаннях забезпечення стабільності на всій території Північної Македонії.
Ці операції у Північній Македонії продемонстрували тісну співпрацю між НАТО, ЄС та ОБСЄ. Згодом, 27 березня 2020 країна стала 30-м членом альянсу.

### Перша операція НАТО з боротьби з тероризмом
4 жовтня 2001 року, після того, як було визначено, що терористичні напади 11 вересня на Нью-Йорк і Вашингтон були здійснені з-за кордону, НАТО ухвалила пакет з восьми заходів, спрямованих на підтримку США. За запитом США вона розпочала першу в своїй історії операцію з боротьби з тероризмом «Ігл есіст» — сім літаків АВАКС НАТО брали участь у патрулюванні повітряного простору Сполучених Штатів.
Операція тривала з середини жовтня 2001 року до середини травня 2002 року. Було залучено 830 членів екіпажів із 13 країн НАТО, які здійснили понад 360 літако-вильотів. Вперше в історії Альянсу його військові сили і засоби були застосовані на підтримку операції, що проводилася відповідно до вимог статті 5 Північноатлантичного договору.

### Нагляд за Середземним морем

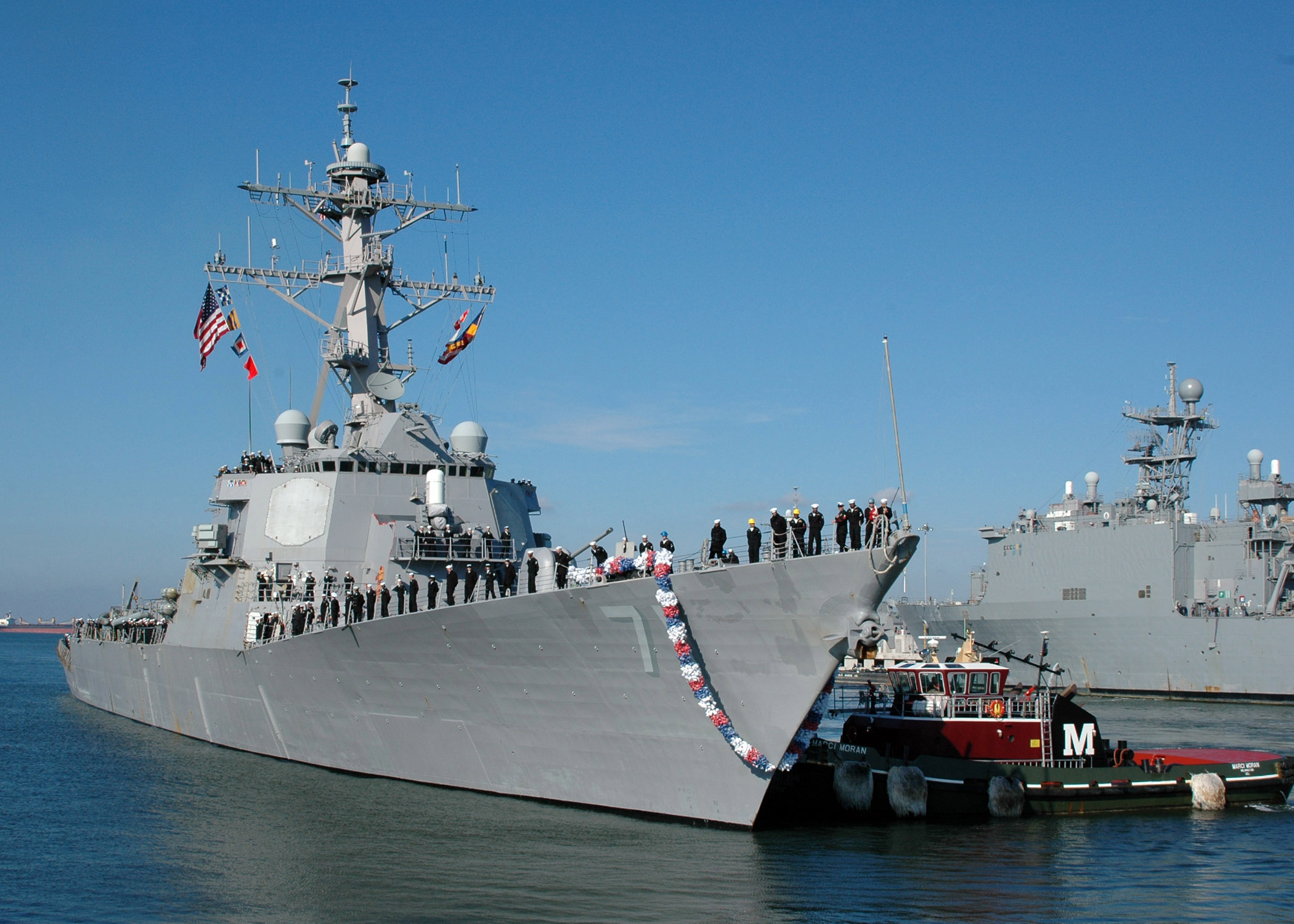
Есмінець ВМС США «Росс» повертається в Норфолк після піврічної участі у операції «Активні зусилля»

Операції НАТО не обмежуються лише зонами конфліктів. Після терористичних актів 11 вересня 2001 року Альянс розпочав вживати заходів для протидії загрозі міжнародного тероризму.
Операція «Активні зусилля», започаткована у жовтні 2001 року під проводом ОВМС НАТО має на меті виявлення та стримування терористичної діяльності в Середземному морі. Із квітня 2003 року сили НАТО систематично здійснюють висадки на підозрілі судна за згодою капітанів кораблів і країн прапора відповідно до міжнародного морського законодавства. Загалом, операція виявилася ефективним засобом як охорони стратегічного морського району, так і боротьби з тероризмом у відкритому морі.

### Боротьба з піратством біля узбережжя Африканського Рогу
Із жовтня до грудня 2008 року НАТО розпочала операцію «Елайд провайдер», яка передбачала здійснення заходів боротьби з піратством біля узбережжя Сомалі. У відповідь на запит Генерального секретаря ООН Пан Гі Муна військово-морські підрозділи НАТО супроводжували судна, які здійснювали рейси для Всесвітньої продовольчої програми ООН через небезпечні райони Аденської затоки. З березня до серпня 2009 року Альянс провів ще одну операцію з боротьби з піратством «Елайд протектор», метою якої було зміцнення безпеки морських торговельних маршрутів і міжнародної навігації поблизу берегів Африканського Рогу. Сили НАТО виконували завдання зі спостереження та забезпечення захисту для стримування й придушення піратства і озброєного грабежу, що загрожує морським шляхам сполучення і економічним інтересам.
Поточна операція «Океанський щит», яка ґрунтується на досвіді попередніх операцій НАТО з боротьби з піратством, зокрема «Елайд провайдер» та «Елайд протектор», має на меті вжиття заходів з боротьби з морським піратством біля узбережжя Африканського Рогу. Північноатлантична рада ухвалила проведення цієї операції 17 серпня 2009 року. За запитом регіональних країн у рамках операції також пропонується допомога в розвитку власних можливостей боротьби з піратством.

### Навчальна місія НАТО в Іраку

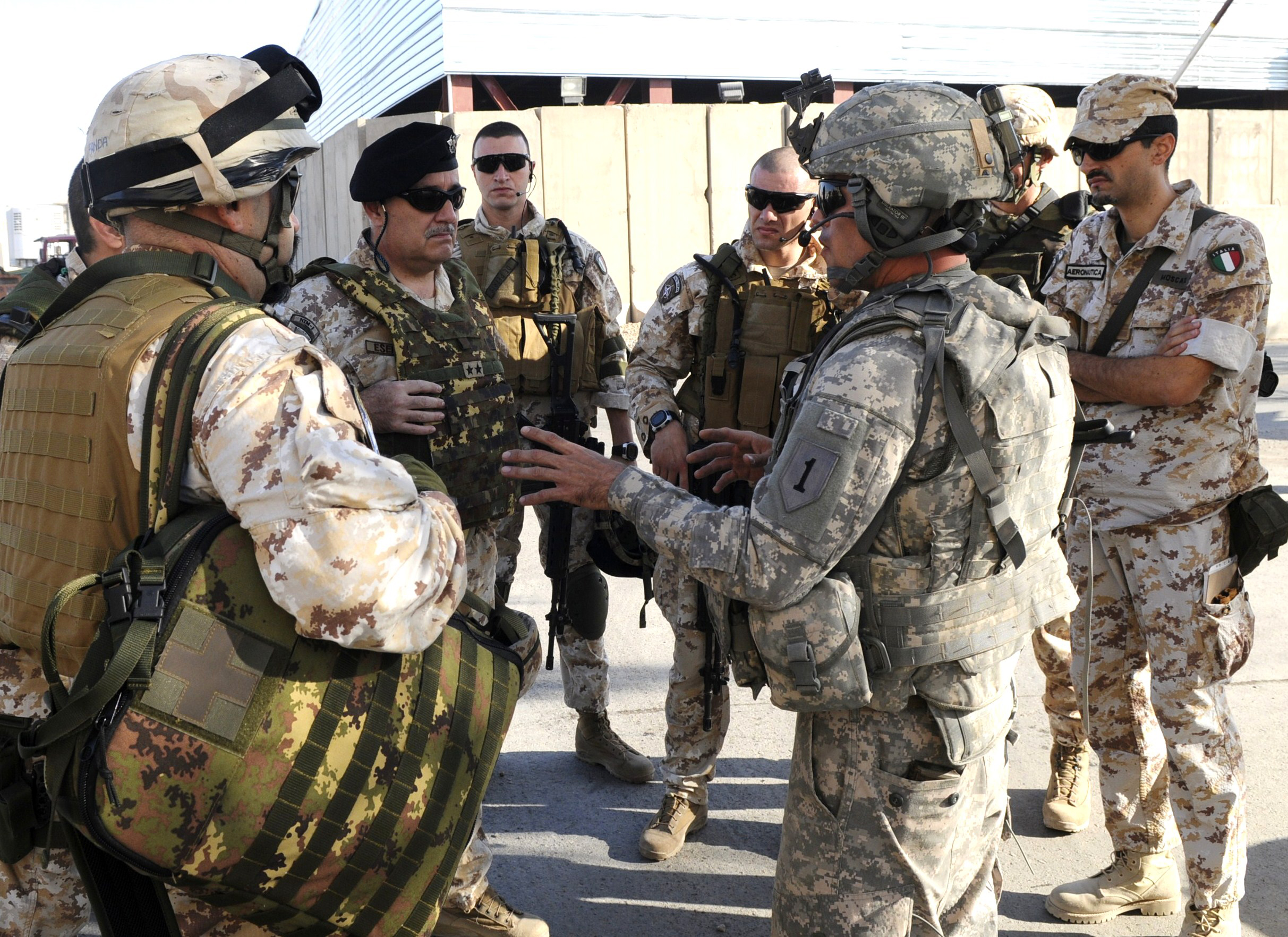
Заступник командувача навчальною місією в Іраку Джованні Арментані консультує військових

На Стамбульському саміті НАТО в червні 2004 року союзники по НАТО дійшли згоди взяти участь у міжнародній діяльності, спрямованій на надання допомоги Іраку в формуванні боєздатних і підзвітних демократичним структурам сил безпеки. Результатом цього стало утворення Тренувальної місії НАТО у Республіці Ірак. У рамках місії здійснюється підготовка, консультування і наставництво. У наданні допомоги в проведенні підготовки в Іраку або поза його межами беруть участь усі країни-члени НАТО допомагаючи фінансово або безоплатно передаючи техніку і обладнання.

### Операція НАТО в Лівії
Після початку громадянської війни в Лівії, Рада Безпеки ООН ухвалила Резолюцію 1970, якою запровадила ембарго на постачання зброї, заморозила особисті активи лівійських лідерів і ввела заборону на переміщення представників вищого керівництва. Оскільки напруга не послабилася, 17 березня 2011 року було ухвалено Резолюцію 1973, яка, серед іншого, надала право країнам-членам та регіональним організаціям вжити усіх необхідних заходів для захисту цивільного населення Лівії і запровадити зону, заборонену для польотів. 24 березня НАТО вирішила запровадити зону, заборонену для польотів, а з 27 березня Альянс взяв на себе відповідальність за реалізацію усіх аспектів Резолюції № 1973, щоб захистити цивільне населення та райони, яким загрожував напад з боку режиму Каддафі.

### Надання підтримки Африканському Союзу
Північноатлантичний альянс надає підтримку Африканському союзу у виконанні його миротворчих завдань на Африканському континенті. З червня 2007 року НАТО сприяла Африканському Союзу у рамках його місії у Сомалі (AMISOM), допомагаючи переправляти повітрям миротворців. Допомога AMISOM з боку НАТО збіглася у часі зі схожою операцією з надання підтримки миротворчій місії Африканського Союзу у Судані. Із червня 2005 до грудня 2007 року НАТО забезпечувала транспортування повітрям близько 37 тисяч військовослужбовців у складі AMISOM, а також підготувала понад 250 представників AMISOM.

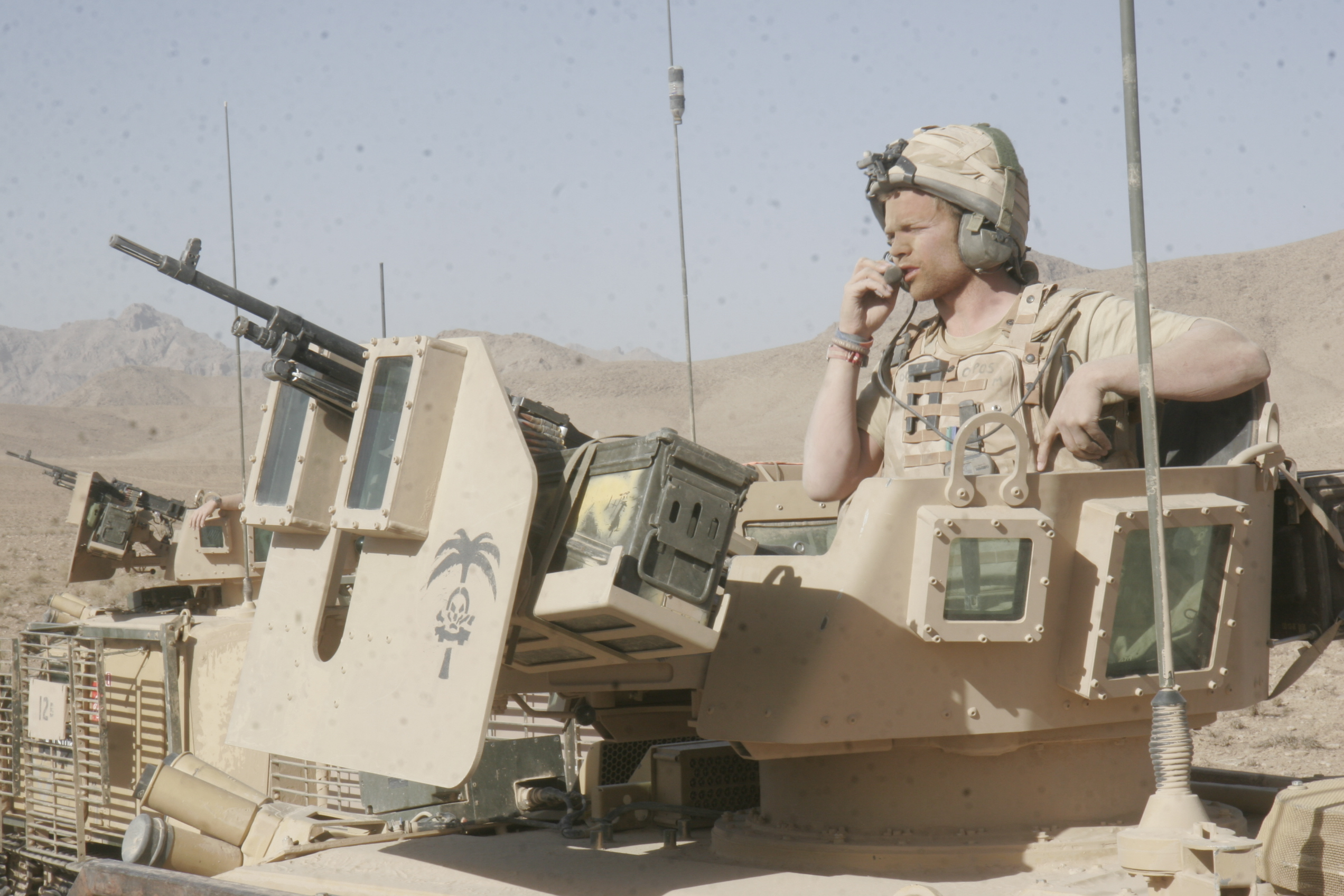
Британські вояки з групи «Вікінг» під час операції «Іглс самміт»

### Війна в Афганістані
Операція НАТО в Афганістані є найзначнішою з усіх, що до теперішнього часу виконувалися Альянсом. Сформовані відповідно до мандата ООН у 2001 році, Міжнародні сили сприяння безпеці діють під керівництвом НАТО з серпня 2003 року.
На усій території Афганістану в складі МССБ діють майже 130 тисяч військовослужбовців із 48 різних країн. Їхнє завдання — допомагати центральному уряду Афганістану зміцнювати свою владу в усіх районах країни та утворювати умови для відповідного функціонування демократичних інститутів і встановлення верховенства права. Одна з найважливіших складових цього завдання — утворення професійних Афганських національних сил безпеки. Практично з нуля за період з 2003 року чисельність збройних сил Афганістану майже до 164 тисяч військовослужбовців. Вона почала брати на себе керівництво більшістю операцій.
Крім проведення операцій з гарантування безпеки і розбудови афганської армії та поліції, МССБ також безпосередньо сприяють розвитку і відновленню Афганістану — 28 Груп відновлення провінцій залучені до визначення потреб у відновлювальних роботах і допомагають гуманітарній діяльності в усій країні.

## Співпраця з державами поза межами Альянсу

Члени і партнери НАТО в Європі
Члени НАТО
План дій щодо членства
Партнер із розширеними можливостями
Індивідуальний партнерський план
Партнерство заради миру

Члени і партнери НАТО в світі
Члени НАТО
План дій щодо членства
Партнер із розширеними можливостями
Індивідуальний партнерський план
Партнерство заради миру
Середземноморський діалог
Стамбульська ініціатива
Глобальні партнери

План дій щодо членства
- Боснія і Герцеговина

Партнерство з розширеними можливостями
- Україна
- Грузія
- Йорданія

Індивідуальний план партнерства
- Молдова
- Казахстан
- Азербайджан
- Вірменія
- Сербія

Партнерство заради миру
- Ірландія
- Швейцарія
- Мальта
- Австрія
- Росія
- Білорусь
- Узбекистан
- Таджикистан
- Киргизстан
- Туркменістан

Середземноморський діалог
- Марокко
- Алжир
- Єгипет
- Ізраїль
- Мавританія

Стамбульська ініціатива співпраці
- Кувейт
- Катар
- Бахрейн
- ОАЕ

Союзники і партнери НАТО
- Австралія
- Нова Зеландія
- Японія
- Південна Корея
- Ірак
- Пакистан
- Монголія
- Колумбія

### Євроатлантичне партнерство. Програма «Партнерство заради миру»
Після закінчення «холодної війни» провідну роль у зміні стратегічного середовища в євроатлантичному регіоні відіграє політика Північноатлантичного альянсу з розвитку партнерства з великою кількістю країн, які не є членами НАТО. Різні форми партнерства розвиваючи політичний діалог і співпрацю з широкого кола питань, сприяють створенню євроатлантичної культури безпеки, що характеризується прагненням використовувати міжнародну співпрацю для розв'язання ключових завдань безпеки як всередині, так і поза межами євроатлантичного товариства. На початку метою таких заходів було зменшення ризику виникнення конфлікту через непорозуміння або через злу волю; контроль над кризами, які впливають на безпеку союзників по Альянсу; посилення взаємного порозуміння і довіри між усіма країнами Європи. Пізніше до них долучилися нові ініціативи з розширення можливостей реального партнерства з розв'язання спільних проблем безпеки. Стимулюючи і підтримуючи оборонні реформи в країнах-партнерах, євроатлантичне партнерство робить свій внесок в демократичні перетворення, допомагає розбудувати сучасні, ефективні і демократично відповідальні збройні сили та інші оборонні інституції, а також допомагає країнам-партнерам пом'якшити соціальні і матеріальні наслідки реформ.

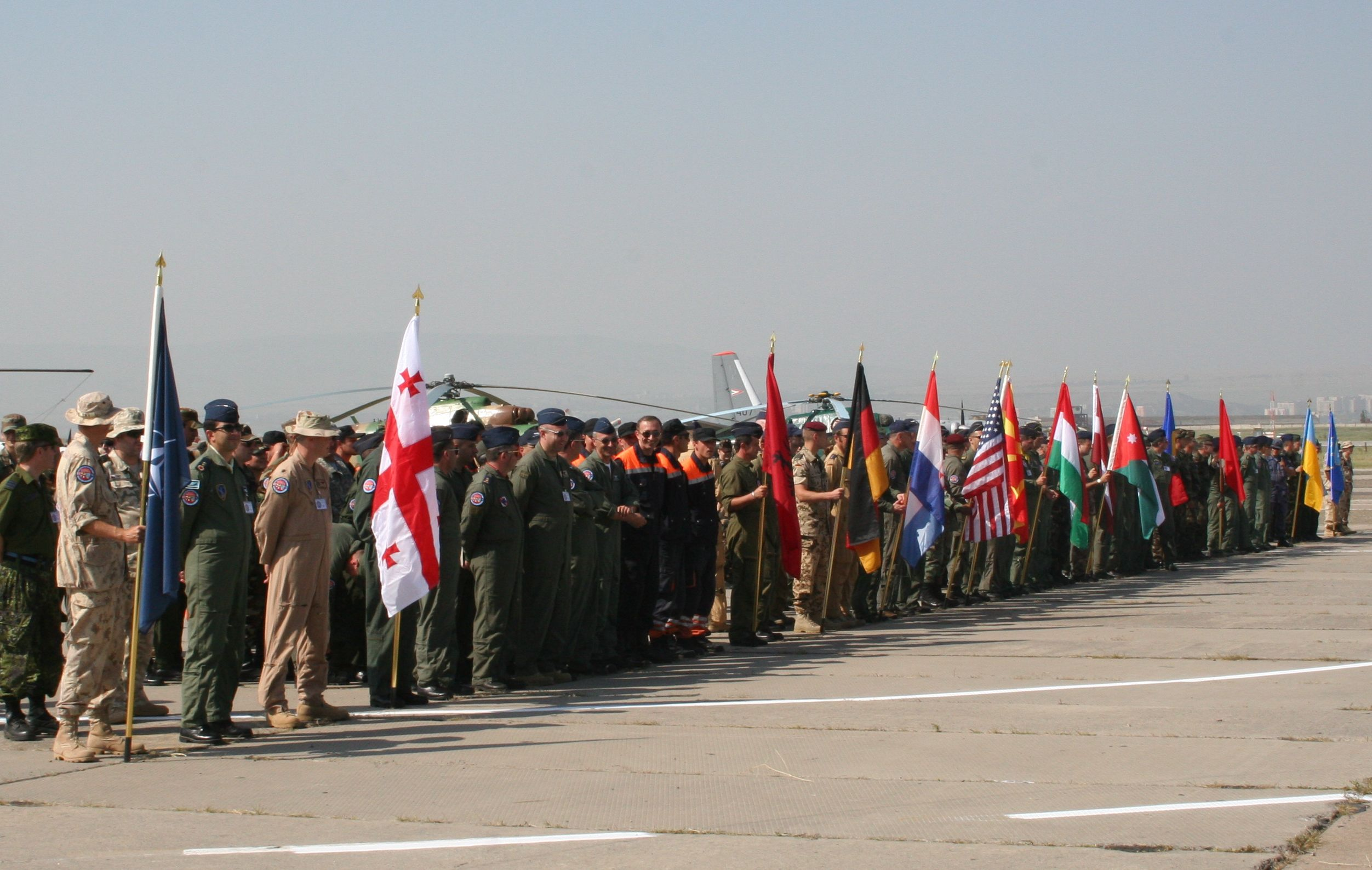
Грузія. Міжнародні навчання «Кооператив Арчер-2007» за програмою ПЗМ.

20 грудня 1991 року з ініціативи НАТО була утворена Рада північноатлантичного співробітництва, яка об'єднала 16 країн-членів НАТО, держави Центральної і Східної Європи, Балтійські держави. Після розпаду СРСР число членів ради зросло за рахунок приєднання до неї усіх країн СНД. В квітні 1992 року до РПАС приєдналася Грузія, в червні — Албанія. В червневій 1992 року сесії Ради як спостерігач брала участь Фінляндія. Рада північноатлантичного співробітництва була створена для спільного обговорення проблем безпеки державами-членами НАТО і колишніми учасниками Варшавського договору і протягом п'яти років координувала політичний діалог.
В 1993 році деякі країни Центральної Європи відкрито заговорили про можливість вступу до НАТО. Перша реакція держав Альянсу була доволі стриманою. Врешті, 11 січня 1994 року НАТО за ініціативи США запропонувала зацікавленим країнам ініціативу «Партнерство заради миру». ПЗМ це програма практичного двостороннього співробітництва між окремими країнами-партнерами та НАТО, завдяки якій ці країни можуть розвивати індивідуальні відносини з НАТО, самостійно визначаючи власні пріоритети для співробітництва.
«Партнерство заради миру» вважається операційною ланкою Євроатлантичного партнерства. Його суть полягає в партнерстві між окремою країною-партнером і Альянсом, яке формується на індивідуальній основі, згідно з індивідуальними потребами цієї країни, та реалізується спільно на такому рівні і з такою швидкістю, які обирає уряд кожної країни-учасниці.
У 1997 році на зміну Рада північноатлантичного співробітництва була створена Рада євроатлантичного партнерства. РЄАП — це багатосторонній форум, який об'єднує 50 країн і забезпечує загальні політичні рамкові документи для співробітництва НАТО з партнерами та двосторонніх відносин, які розвинулись між НАТО та окремими країнами-партнерами у рамках програми ПЗМ.

### Співпраця НАТО з країнами Південно-Східної Європи
Конфлікти і нестабільність на Балканах у 1990-х роках кинули прямий виклик інтересам безпеки країн-членів НАТО та миру і стабільності в усьому європейському регіоні. Це змусило Альянс здійснити операції з підтримання миру і врегулювання кризи спочатку в Боснії та Герцеговині, а потім в Косові і колишній Югославській Республіці Македонія. Ці події змусили міжнародне товариство переглянути свою участь у справах цього регіону і взяти на озброєння більш комплексний підхід до сприяння безпеці і стабільності, що знайшло свій прояв у прийнятті Південно-Східноєвропейської ініціативи НАТО та Пакту стабільності для Південно-Східної Європи.
З того часу участь НАТО в розбудові безпеки і стабільності в Південно-Східній Європі вийшла за рамки підтримання миру і перетворилась на розвиток співпраці у галузі безпеки цього регіону. Південно-Східноєвропейська ініціатива НАТО була ухвалена у квітні 1999 року на Вашингтонському саміті. Її метою став розвиток регіонального співробітництва і довгострокової безпеки та стабільності в цьому регіоні. Ініціатива ґрунтувалась на чотирьох елементах: Консультаційному форумі з питань безпеки в Південно-Східній Європі, відкритій Спеціальній робочій групі AHWG з регіональної співпраці в Південно-Східній Європі під егідою Ради євроатлантичного партнерства, робочих інструментах програми «Партнерство заради миру» і цільових програмах співпраці у сфері безпеки для країн цього регіону.

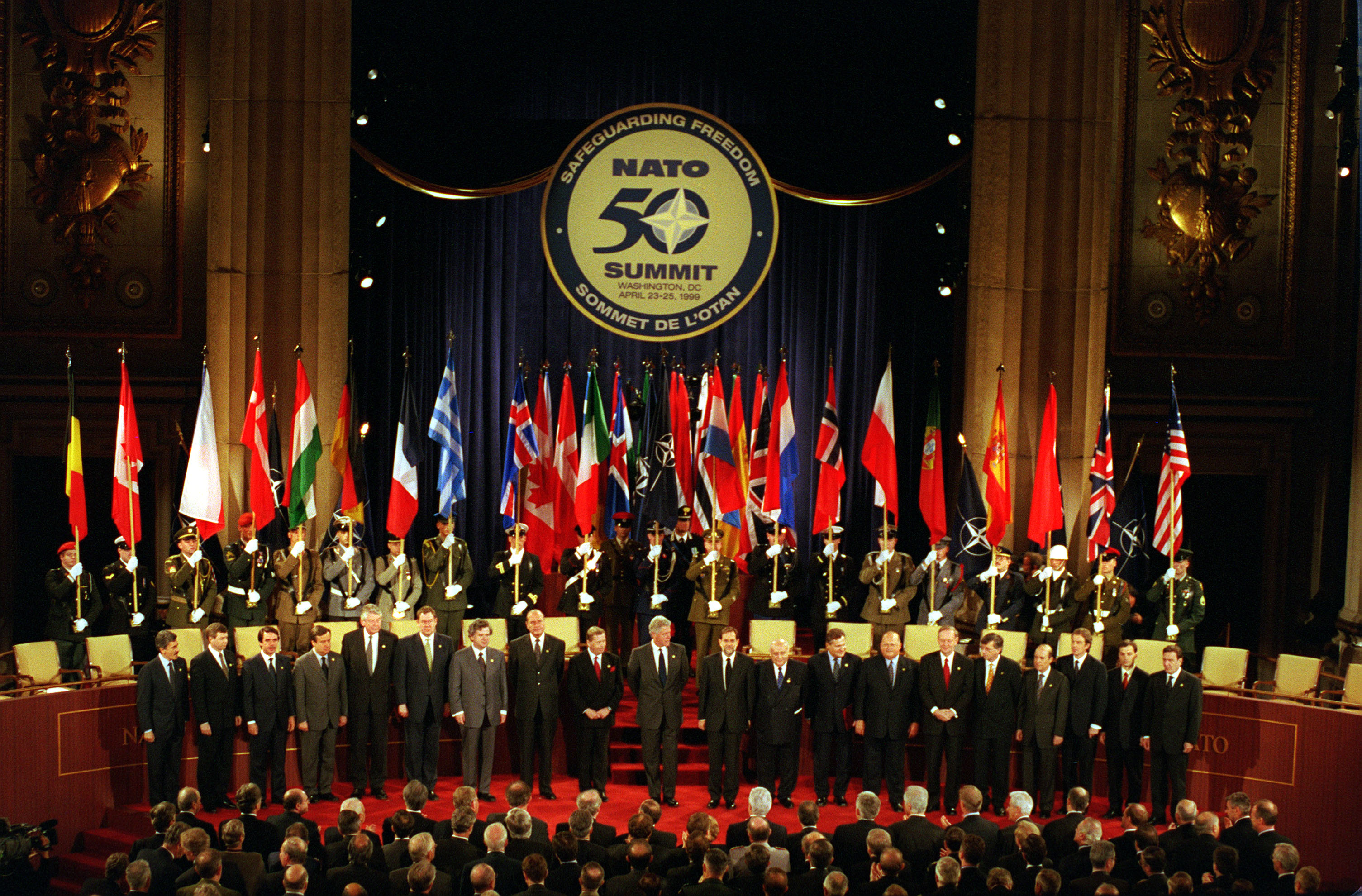
Учасники Вашингтонського саміту НАТО, 1999.

Консультаційний форум спочатку відбувся на рівні саміту рівнобіжно з Вашингтонським самітом НАТО, а потім на рівні послів у штаб-квартирі Альянсу в Брюсселі з послами чотирьох південно-східноєвропейських країн-партнерів Альянсу — Албанією, Хорватією, Молдовою і Північною Македонією, а також з Боснією та Герцеговиною і Сербією та Чорногорією. 1 квітня 2009 року Албанія і Хорватія стали повноправними членами Альянсу. Чорногорія увійшла до складу альянсу 5 червня 2017. Північна Македонія та Боснія і Герцеговина реалізують індивідуальні Плани дій щодо членства.

### Співпраця з країнами Середземноморського регіону і Близького Сходу
Північноатлантичний альянс розвиває більш тісне партнерство в сфері безпеки з країнами середземноморського регіону і Близького Сходу, що визначається зсувом пріоритетів НАТО в напрямку більш активної участі у справах цих стратегічно важливих регіонів світу, безпека і стабільність яких міцно пов'язані з євроатлантичною безпекою. Нинішній рух в напрямку розвитку діалогу і співпраці з країнами цих регіонів ґрунтується на двох головних рішеннях, прийнятих на Стамбульському саміті НАТО. Країнам-учасницям Середземноморського діалогу НАТО, започаткованого у 1994 році, було запропоновано встановити більш амбіційне розширене партнерство. Паралельно і додатково було прийнято нову Стамбульську ініціативу співпраці для зацікавлених країн ширшого Близького Сходу з метою посилити безпеку і стабільність за допомогою встановлення взаємовигідних двосторонніх відносин.
Програму «Середземноморський діалог» було започатковано у 1994 для кращого взаємного розуміння і взаємодії з Ізраїлем та країнами Північної Африки. Ця ініціатива відображає погляди НАТО, що безпека у Європі пов'язана з безпекою і стабільністю у Середземномор'ї. Крім того, вона посилює та доповнює такі форми співробітництва як Середземноморський союз та Середземноморська ініціатива ОБСЄ. Середземноморський діалог було розпочато з п'ятьма країнами басейну, пізніше до нього приєдналися ще дві. Поки що Середземноморський діалог НАТО має переважно політичний характер і спрямовується на забезпечення кращого розуміння дій та політики НАТО країнами-учасницями програми, а також на вивчення Альянсом їхніх потреб у галузі безпеки. Таким чином в основі Діалогу лежить обмін інформацією, який забезпечується Групою середземноморської співпраці, створеною у 1997 році на Мадридському саміті НАТО. В рамках цього форуму союзники проводять регулярні політичні дискусії з окремими середземноморськими країнами-учасницями Діалогу у форматі НАТО+1, або з усіма сімома державами — Алжиром, Єгиптом, Ізраїлем, Йорданією, Мавританією, Марокко та Тунісом у форматі НАТО+7.
«Стамбульська ініціатива співпраці», оголошена у 2004 році як діалоговий форум для широкого Близького Сходу на тих самих засадах, що й «Середземноморський діалог». До Ініціативи входять Бахрейн, Катар, Кувейт та Об'єднані Арабські Емірати.

### Контактні країни
З 1990—1991 Альянс поступово збільшив свої контакти з країнами, які не утворюють частину будь-якого з вищезгаданих партнерських угруповань. Наприклад, політичний діалог з Японією розпочався у 1990 році.
Набір генеральних ліній у відносинах з іншими країнами, поза вищенаведеними угрупованнями, Альянс виробив у 1998 році. Ці генеральні лінії не дозволяють офіційного оформлення відносин, але віддзеркалюють бажання Альянсу нарощувати співробітництво. Внаслідок розлогих дебатів для таких країн у 2004 році членами Альянсу було погоджено термін «Контактні країни». Цей статус нині мають Австралія, Нова Зеландія, Південна Корея та Японія.

## Україна— НАТО

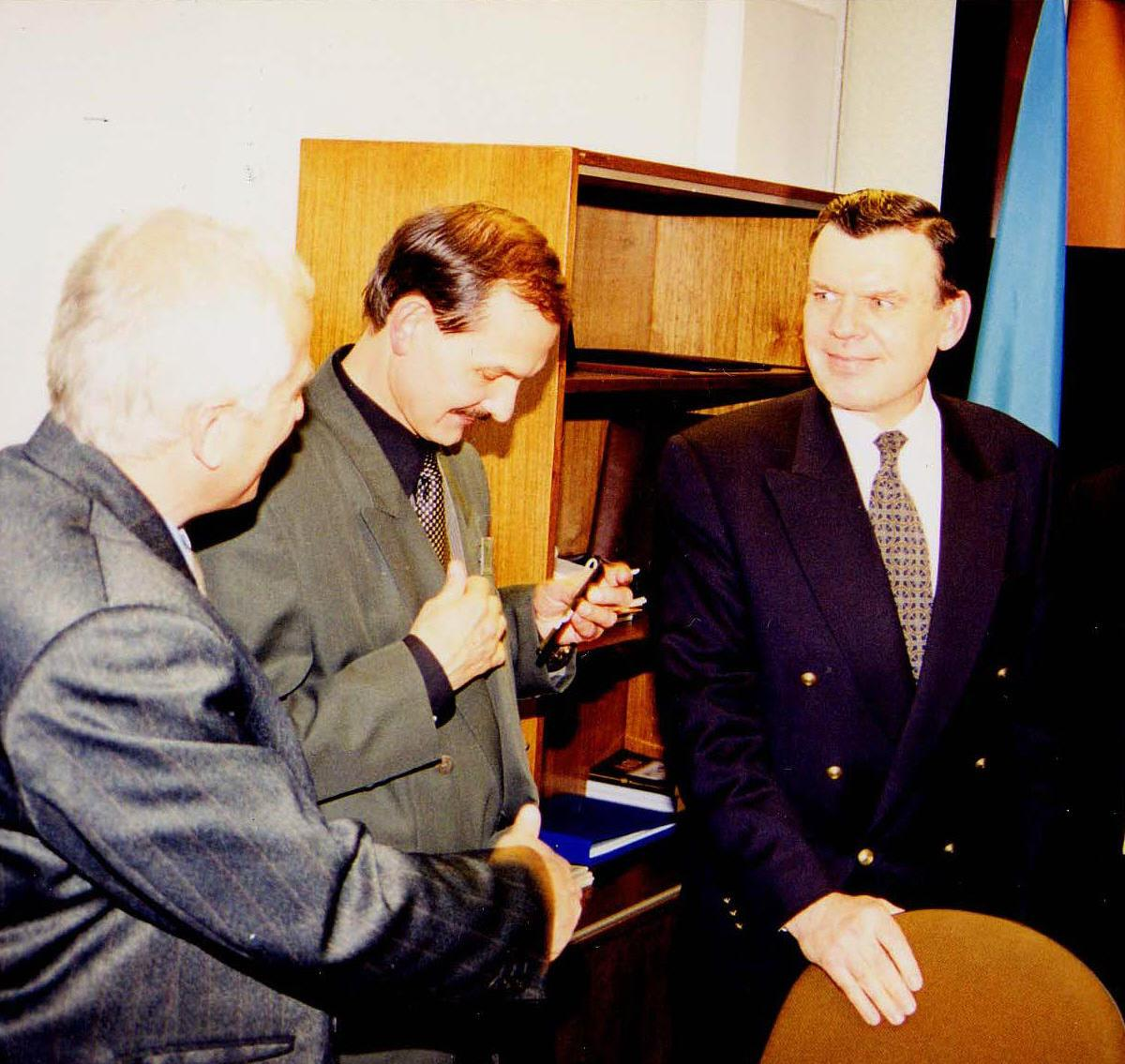
Представник України в НАТО Костянтин Морозов зустрічається із вченими з України, Брюссель, 1997

Співробітництво НАТО з Україною має вагоме значення для гарантування миру і стабільності на євроатлантичному просторі. Географічно Україна посідає ключове місце на перетині Східної та Західної Європи, має спільний кордон з чотирма країнами НАТО — Польщею, Словаччиною, Угорщиною та Румунією.
Відносини України з НАТО почали розвиватися невдовзі після здобуття нею незалежності у 1991 році. Вже у січні 1992 року представник України вперше взяв участь у Робочій групі високого рівня Ради північноатлантичного співробітництва. А 22-23 лютого 1992 року відбувся перший візит Генерального секретаря НАТО Манфреда Вернера до Києва, в ході якого Україна була запрошена до участі в РПАС. З того часу почалися активні контакти і співробітництво України з НАТО.
8 лютого 1994 року Україна першою з країн СНД підписала Рамковий документ «Партнерства заради миру». 14 вересня 1994 на спеціальному засіданні Північноатлантичної ради була офіційно схвалена перша індивідуальна програма партнерства між Україною і НАТО. У 1995 році Україна призначила своїх перших офіцерів зв'язку до штаб-квартири Альянсу та координаційного центру партнерства НАТО у Монсі.
9 липня 1997 року на Мадридському саміті НАТО з президентом України було підписано Хартію про особливе партнерство між Україною та Організацією Північноатлантичного договору. В тому ж році була заснована Комісія Україна — НАТО, відкриті Місія України при НАТО і Центр інформації та документації НАТО в Україні. У квітні 1999 року відкрито Офіс зв'язку НАТО в Україні.
11 січня 2003 року Указом президента України було створено Національний центр з питань євроатлантичної інтеграції України. У квітні 2005 року у Вільнюсі, під час неформальної зустрічі Україна-НАТО на рівні міністрів закордонних справ офіційно започатковано інтенсифікований діалог щодо членства України в НАТО. Восени 2006 року очікувалося залучення України до наступного етапу відносин з НАТО — плану дій щодо членства в НАТО. Однак 14 вересня 2006 року відбувся візит прем'єр-міністра України Віктора Януковича до штаб-квартири НАТО з метою участі у засіданні комісії Україна-НАТО. Глава українського уряду заявив що Україна не готова до підписання ПДЧ.
15 січня 2008 року президент України Віктор Ющенко, прем'єр-міністр Юлія Тимошенко і голова Верховної Ради Арсеній Яценюк підписали офіційний лист-подання офіційної заяви щодо можливості приєднання України до Плану дій з членства на квітневому саміті НАТО в Бухаресті. Однак ні на Бухарестському саміті, ні на засіданні міністрів закордонних справ країн-членів НАТО, яке відбувалося 2-3 грудня 2008 року в Брюсселі, не було ухвалено рішення щодо надання Україні ПДЧ. Натомість на засіданні було схвалено новий формат відносин з Україною і Грузією в рамках так званої «Річної національної програми» (РНП). А 1 липня 2010 року Верховна Рада прийняла закон «Про засади внутрішньої і зовнішньої політики» який передбачає «позаблоковий» статус України.
Не зважаючи на те, що через власний позаблоковий статус Україна не може розраховувати на повноцінну політичну підтримку і військову допомогу з боку Альянсу, вона продовжує підтримувати тісні зв'язки з НАТО. Україна залишається єдиною країною-партнером, яка бере участь у чотирьох з п'яти операцій під проводом НАТО. В нових умовах позаблоковості, Україна в повному обсязі продовжує виконувати взяті перед світовою спільнотою зобов'язання у питаннях підтримання миру, регіональної та загальносвітової безпеки. Змістовне ядро РНП залишилося незмінним, спрямованим на досягнення Україною євроатлантичних стандартів демократичного управління, верховенства права, проведення комплексних реформ сектора безпеки відповідно до стандартів Північноатлантичного альянсу.
Відповідно до рішення РНБО, уряд України 29 серпня 2014 року подав на розгляд парламенту законопроєкт про скасування позаблокового статусу Української держави та про відновлення курсу України на членство в НАТО.
Через тиждень після підписання коаліційної угоди новий посол Канади Роман Ващук у програмному інтерв'ю тижневику «Дзеркало тижня» дав кілька порад, як Україні досягти членства в НАТО. Насамперед для України вкрай важливо наблизити свою філософію і стандарти Збройних сил України до стандартів НАТО.
Станом на 13 квітня 2020 р., офіційний сайт НАТО має 4 мовних розділи: англійською, французькою, російською та українською мовами.
12 червня 2020 року, Північноатлантична рада визнала Україну партнером з розширеними можливостями (Enhanced Opportunities Partner, EOP)..
10 квітня 2021 року, після початку нарощування російської присутності біля українського кордону, міністр оборони України Андрій Таран заявив, що першочерговим пріоритетом українського політичного керівництва є отримання Плану дії щодо членства (ПДЧ) в Північноатлантичному альянсі в 2021 році. Прагнення України в отримані ПДЧ були підтримані МЗС Латвії, Литви та президентом Туреччини Реджепом Ердоганом. Американський сенатор-демократ Кріс Мерфі на брифінгу у Києві за підсумками зустрічі з президентом України Володимиром Зеленським у травні 2021 року заявив, що надання Україні ПДЧ буде наступним логічним кроком щодо членства в НАТО. Він наголосив, що Україна вже зробила декілька реформ, необхідних для того, щоб стати членом НАТО, а також здійснюватиме додаткові реформи. Також він зазначив, якби Україна і Грузія отримали ПДЧ у 2008 році конфлікту із Росією узагалі не було б.. Президент України Володимир Зеленський назвав однією потенційною загрозою, яка може посилити позиції РФ у Європі ненадання Україні чіткого сигналу та конкретних термінів стосовно отримання Плану дій щодо членства в НАТО.
На саміті в Брюсселі в червні 2021 року лідери НАТО знову не надали Україні ПДЧ як і в 2008 році, однак підтвердили рішення, прийняте на Бухарестському саміті 2008 року, про те, що Україна стане членом Альянсу з Планом дій щодо членства (ПДЧ) як невіддільною частиною процесу та правом України самостійно визначати своє майбутнє та зовнішню політику, звісно, що без втручання ззовні. Генеральний секретар НАТО Єнс Столтенберг також підкреслив, що Росія не зможе накласти вето на вступ України до НАТО, оскільки ми не повернемося до ери сфер інтересів, коли великі країни вирішують, що робити меншим.
30 вересня 2022 року Україна подала заявку на вступ до НАТО у пришвидшеному порядку, 3 жовтня Литва виступила за початок переговорів щодо вступу країни.
Питання надання Україні Плану дій щодо членства (ПДЧ) в НАТО — більше не стоїть на порядку денному, оскільки Україна вже подала заявку. Про це 4 квітня 2023 року повідомив міністр закордонних справ України Дмитро Кулеба на пресконференції за підсумками засідання Комісії Україна-НАТО. «… Наша позиція про те, що єдиний шлях гарантування євроатлантичної безпеки — це повноцінне членство України в НАТО — вона сьогодні пролунала на зустрічах», — підсумував міністр.